# 広州市
広州市（こうしゅう/クワンチョウ-し、中国語: 广州市、拼音: Guǎngzhōu、英語: Guangzhou、フランス語: Canton）は、中華人民共和国広東省に位置する副省級市で、広東省人民政府が置かれる省都。

## 概要
広東省のみならず、華南地域全体の経済、文化、教育、交通などの中心都市の一つであり、国務院により、国家中心都市の一つに指定されている。2010年の常住人口は1,270万人、市内総生産は1兆0604億元（約13兆円）であり、昔から羊城と愛称され、花城、穂城の名もあり、穂（拼音: Suì）と略称される。地下鉄、高速道路網が発達している。
北京市、上海市、深圳市と共に「一線都市」に分類されており、「北上広深」として四大都市に数えられることもある。アメリカのシンクタンクが2020年に発表した総合的な世界都市ランキングにおいて、世界63位の都市と評価された。中国本土では北京市、上海市に次ぐ3位である。

## 歴史
古代の百越の地。秦の始皇帝が中国を統一して現在の広州に南海郡番禺県を設置したのが始まり。秦帝国の崩壊後、趙佗が南越国を樹立して自立したが、前漢の武帝によって滅ぼされた。漢代には交州に属し、三国呉が広州を分置した。古代から中国の南海貿易の中心地として発展し、唐代半ばの741年には最初の市舶司が設置され、多数のイスラム教徒やユダヤ人やゾロアスター教徒が訪れ、外国人居留区である蕃坊もおかれたが、アブー・ザイド（Abu Zayd Hasan As-Sirafi）の『東邦誌』によると878年の広州大虐殺でコミュニティーが消滅した。唐末の黄巣の乱に際して襲撃を受けて多大な打撃を受けたが復興し、五代十国時代には南漢王国の首都となった。海禁政策を取った明代でも広州は南海諸国の朝貢船入港地となり、清代半ばの1757年からは広州のみが対外開放されて欧米諸国と広東貿易が行われた。この構図は近代に入り西欧列強の圧力に屈するまで続く。
アヘン戦争中の1841年には一時イギリス軍に占領され、1911年には孫文が広州蜂起を行い、辛亥革命の先駆けとなった。袁世凱の没落後、孫文は1921年に越秀山南麓で中華民国正式政府非常（時期）大総統に就任した。1924年には軍閥割拠の中国を統一するため国共合作を行い、黄埔軍官学校を設立、蔣介石が校長となり、周恩来が政治部主任を務めた。この時期には毛沢東も農民運動講習会をこの地で開催している。孫文没後、蔣介石の国民党は共産党と決裂し、1927年共産党は広州コミューンを樹立したが、間もなく国民党軍の攻撃を受けた（広州起義）。蔣介石は1928年に首都を南京に移転している。1938年日本軍が占領。終戦まで占領状態が維持される。
中華人民共和国成立後も香港に近い広州は中国の対外貿易港として機能し、毎年春秋には広州交易会（カントン・フェアー）が開催され続けている。1979年、鄧小平が対外経済開放政策を取ると、深圳・珠海の経済特区を経済圏に収める広州は経済的に急速に発展を遂げた。

## 地理

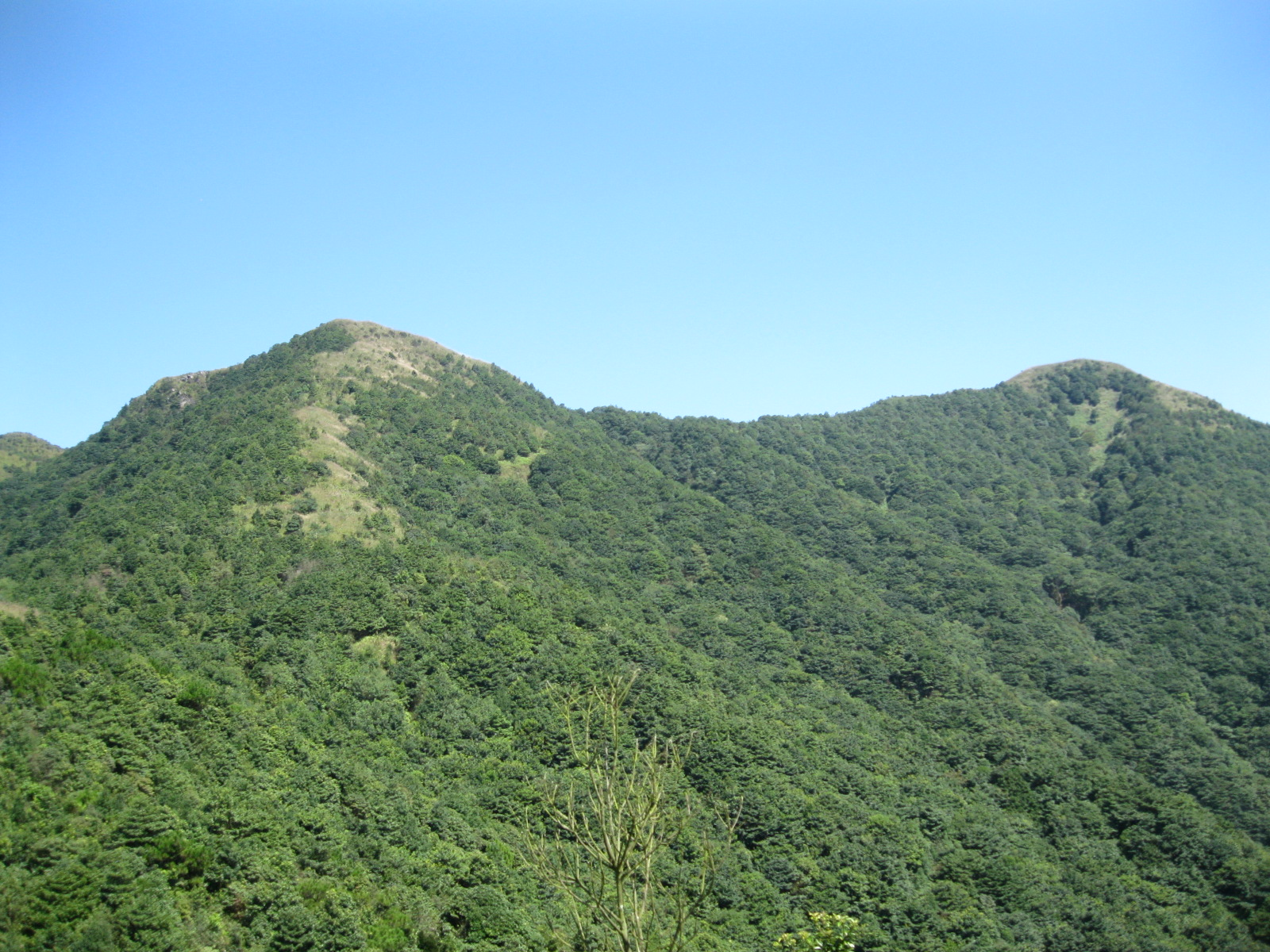
広州市最高峰の天堂頂、標高1210m

広州は珠江デルタ地帯の北部、西江、北江、東江の合流地点に位置する港湾都市である。海からは虎門を入り、獅子洋を遡る。隣接する行政市は仏山市、東莞市、中山市、清遠市、恵州市である。

## 気候
中国の気候区分による南亜熱帯海洋性季節風気候であり（ケッペンの気候区分ではCwa＝温帯夏雨気候）、年間平均気温は摂氏22.4度、最も暑い7月の平均気温は摂氏28.9度、最も寒い1月の平均気温は13.9度である。年間降水量は1,801.4ミリメートルであり、年間日照時間は1,538.8時間である。最高気温極値は摂氏39.1度。最低気温極値は摂氏0度。
| 広州市 (1991–2020 極值1951–2010)の気候                                      | 広州市 (1991–2020 極值1951–2010)の気候 | 広州市 (1991–2020 極值1951–2010)の気候 | 広州市 (1991–2020 極值1951–2010)の気候 | 広州市 (1991–2020 極值1951–2010)の気候 | 広州市 (1991–2020 極值1951–2010)の気候 | 広州市 (1991–2020 極值1951–2010)の気候 | 広州市 (1991–2020 極值1951–2010)の気候 | 広州市 (1991–2020 極值1951–2010)の気候 | 広州市 (1991–2020 極值1951–2010)の気候 | 広州市 (1991–2020 極值1951–2010)の気候 | 広州市 (1991–2020 極值1951–2010)の気候 | 広州市 (1991–2020 極值1951–2010)の気候 | 広州市 (1991–2020 極值1951–2010)の気候 |
| 月                                                                          | 1月                                    | 2月                                    | 3月                                    | 4月                                    | 5月                                    | 6月                                    | 7月                                    | 8月                                    | 9月                                    | 10月                                   | 11月                                   | 12月                                   | 年                                     |
| --------------------------------------------------------------------------- | -------------------------------------- | -------------------------------------- | -------------------------------------- | -------------------------------------- | -------------------------------------- | -------------------------------------- | -------------------------------------- | -------------------------------------- | -------------------------------------- | -------------------------------------- | -------------------------------------- | -------------------------------------- | -------------------------------------- |
| 最高気温記録 °C （°F）                                                      | 28.4 (83.1)                            | 29.4 (84.9)                            | 32.1 (89.8)                            | 33.3 (91.9)                            | 39.4 (102.9)                           | 38.9 (102)                             | 39.1 (102.4)                           | 38.3 (100.9)                           | 37.6 (99.7)                            | 36.2 (97.2)                            | 33.4 (92.1)                            | 29.6 (85.3)                            | 39.4 (102.9)                           |
| 平均最高気温 °C （°F）                                                      | 18.7 (65.7)                            | 20.0 (68)                              | 22.3 (72.1)                            | 26.4 (79.5)                            | 30.0 (86)                              | 32.0 (89.6)                            | 33.3 (91.9)                            | 33.2 (91.8)                            | 32.0 (89.6)                            | 29.3 (84.7)                            | 25.3 (77.5)                            | 20.7 (69.3)                            | 26.93 (80.47)                          |
| 日平均気温 °C （°F）                                                        | 13.8 (56.8)                            | 15.5 (59.9)                            | 18.3 (64.9)                            | 22.5 (72.5)                            | 26.0 (78.8)                            | 27.9 (82.2)                            | 28.9 (84)                              | 28.6 (83.5)                            | 27.4 (81.3)                            | 24.4 (75.9)                            | 20.2 (68.4)                            | 15.4 (59.7)                            | 22.41 (72.32)                          |
| 平均最低気温 °C （°F）                                                      | 10.6 (51.1)                            | 12.5 (54.5)                            | 15.5 (59.9)                            | 19.6 (67.3)                            | 23.1 (73.6)                            | 25.1 (77.2)                            | 25.8 (78.4)                            | 25.5 (77.9)                            | 24.2 (75.6)                            | 20.9 (69.6)                            | 16.7 (62.1)                            | 11.9 (53.4)                            | 19.28 (66.72)                          |
| 最低気温記録 °C （°F）                                                      | 0.1 (32.2)                             | 1.3 (34.3)                             | 3.2 (37.8)                             | 7.7 (45.9)                             | 14.6 (58.3)                            | 18.8 (65.8)                            | 21.6 (70.9)                            | 20.9 (69.6)                            | 15.5 (59.9)                            | 9.5 (49.1)                             | 4.9 (40.8)                             | 0.0 (32)                               | 0 (32)                                 |
| 降水量 mm （inch）                                                          | 51.1 (2.012)                           | 56.1 (2.209)                           | 101.0 (3.976)                          | 193.8 (7.63)                           | 329.0 (12.953)                         | 364.9 (14.366)                         | 242.6 (9.551)                          | 270.3 (10.642)                         | 203.2 (8)                              | 67.3 (2.65)                            | 37.4 (1.472)                           | 33.4 (1.315)                           | 1,950.1 (76.776)                       |
| 平均降水日数 （≥0.1 mm）                                                    | 7.2                                    | 9.4                                    | 13.8                                   | 15.3                                   | 17.4                                   | 19.4                                   | 17.0                                   | 16.8                                   | 12.0                                   | 5.7                                    | 5.7                                    | 5.7                                    | 145.4                                  |
| % 湿度                                                                      | 72                                     | 76                                     | 80                                     | 82                                     | 81                                     | 82                                     | 79                                     | 80                                     | 77                                     | 70                                     | 69                                     | 67                                     | 76.3                                   |
| 平均月間日照時間                                                            | 112.9                                  | 77.5                                   | 61.6                                   | 69.1                                   | 103.4                                  | 127.5                                  | 179.0                                  | 166.4                                  | 167.0                                  | 182.2                                  | 159.7                                  | 152.7                                  | 1,559                                  |
| 日照率                                                                      | 33                                     | 24                                     | 17                                     | 18                                     | 25                                     | 32                                     | 43                                     | 42                                     | 46                                     | 51                                     | 49                                     | 46                                     | 35.5                                   |
| 出典：China Meteorological Data Service Center all-time extreme temperature |                                        |                                        |                                        |                                        |                                        |                                        |                                        |                                        |                                        |                                        |                                        |                                        |                                        |

| 広州城センター(2001–2023)の気候                                                                   | 広州城センター(2001–2023)の気候 | 広州城センター(2001–2023)の気候 | 広州城センター(2001–2023)の気候 | 広州城センター(2001–2023)の気候 | 広州城センター(2001–2023)の気候 | 広州城センター(2001–2023)の気候 | 広州城センター(2001–2023)の気候 | 広州城センター(2001–2023)の気候 | 広州城センター(2001–2023)の気候 | 広州城センター(2001–2023)の気候 | 広州城センター(2001–2023)の気候 | 広州城センター(2001–2023)の気候 | 広州城センター(2001–2023)の気候 |
| 月                                                                                                | 1月                             | 2月                             | 3月                             | 4月                             | 5月                             | 6月                             | 7月                             | 8月                             | 9月                             | 10月                            | 11月                            | 12月                            | 年                              |
| ------------------------------------------------------------------------------------------------- | ------------------------------- | ------------------------------- | ------------------------------- | ------------------------------- | ------------------------------- | ------------------------------- | ------------------------------- | ------------------------------- | ------------------------------- | ------------------------------- | ------------------------------- | ------------------------------- | ------------------------------- |
| 日平均気温 °C （°F）                                                                              | 14.8 (58.6)                     | 16.8 (62.2)                     | 19.7 (67.5)                     | 23.3 (73.9)                     | 26.9 (80.4)                     | 28.7 (83.7)                     | 30.0 (86)                       | 29.7 (85.5)                     | 28.7 (83.7)                     | 25.7 (78.3)                     | 21.4 (70.5)                     | 16.1 (61)                       | 23.48 (74.27)                   |
| 出典：China Meteorological Data Service Center all-time extreme temperature Hong Kong Observatory |                                 |                                 |                                 |                                 |                                 |                                 |                                 |                                 |                                 |                                 |                                 |                                 |                                 |

## 行政区画

広州市の古地図（1860年）

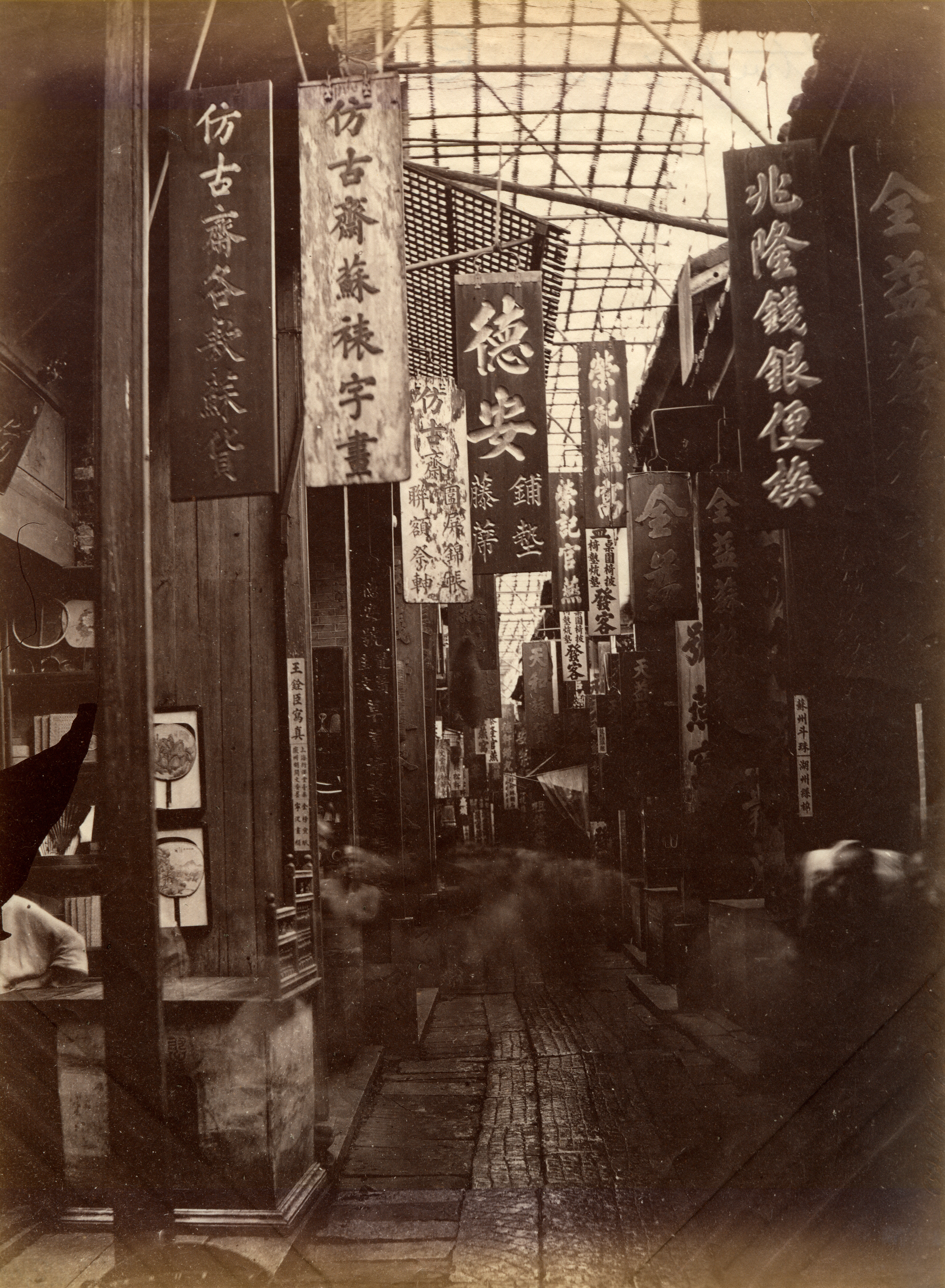
街の様子（1860年代）

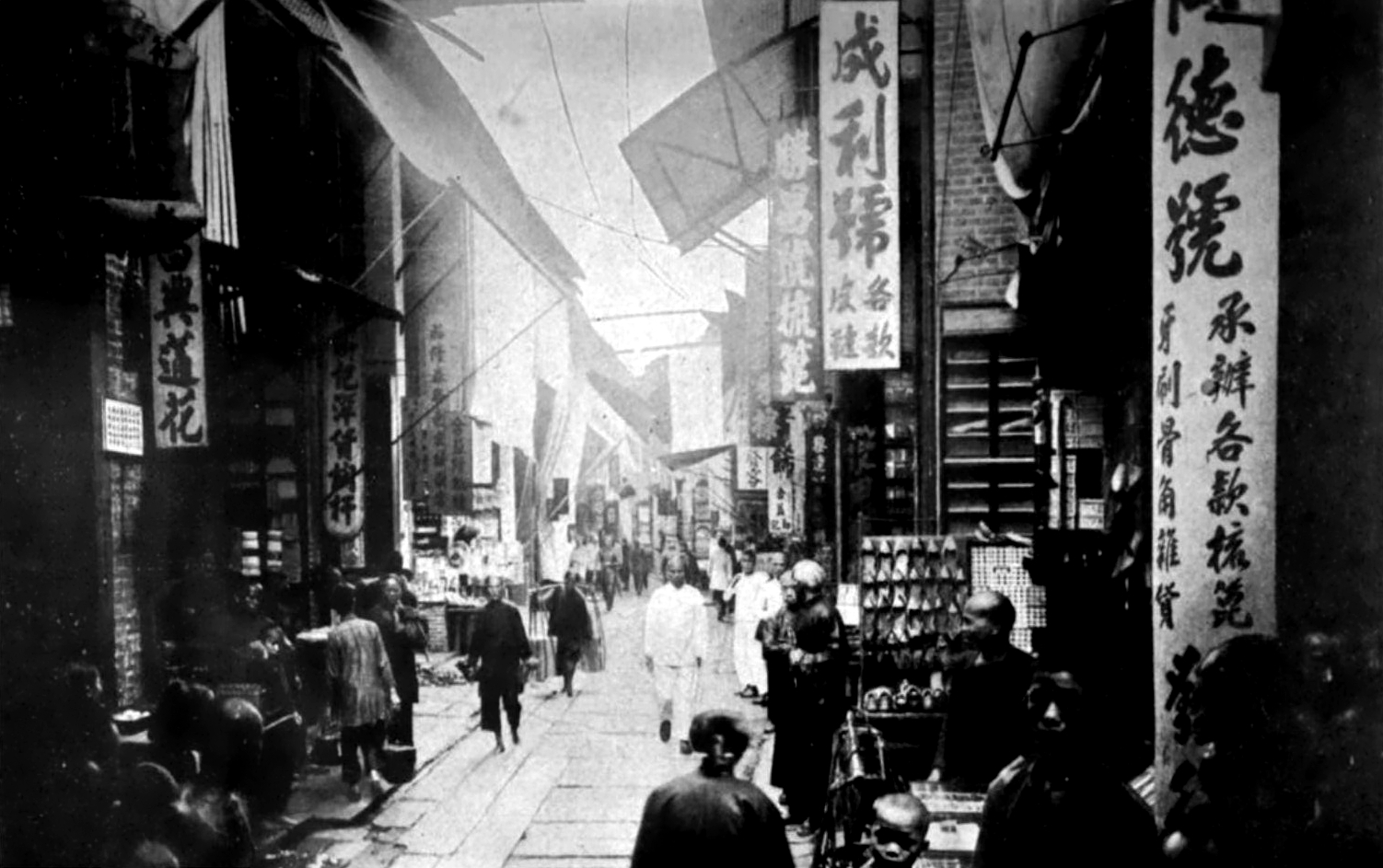
街の様子（1919年）

11区を管轄する。2005年に東山区（越秀区へ編入）・芳村区（茘湾区へ編入）を廃止するとともに南沙区・蘿崗区を新設した（「十区二市」の総数に変化はない。同時に一部の区において境界線も変更された）。
2014年1月25日、黄埔区・蘿崗区を廃止するとともに黄埔区を新設し、県級市の従化市・増城市を廃止、従化区・増城区を新設した。今回の行政区域を調整した後、広州市の行政区域の面積は上海市を超え、中国で一番広い都市になった。
| 広州市の地図                                                                      | 広州市の地図 | 広州市の地図 | 広州市の地図 | 広州市の地図 | 広州市の地図 | 広州市の地図 |
| --------------------------------------------------------------------------------- | ------------ | ------------ | ------------ | ------------ | ------------ | ------------ |
| 茘湾区 1 海珠区 天河区 白雲区 黄埔区 番禺区 花都区 南沙区 増城区 従化区 1. 越秀区 |              |              |              |              |              |              |
| 行政区画                                                                          | 面積         | 人口         | 行政区番号   | 政府所在地   | 街道         | 鎮           |
| 越秀区（エツシュウ く）                                                           | 33km2        | 118万人      | 440104       | 北京街道     | 18           |              |
| 茘湾区（ライワン く）                                                             | 62km2        | 97万人       | 440103       | 金花街道     | 22           |              |
| 海珠区（カイシュ く）                                                             | 91km2        | 169万人      | 440105       | 江海街道     | 18           |              |
| 天河区（テンカ く）                                                               | 137km2       | 175万人      | 440106       | 天園街道     | 21           |              |
| 白雲区（はくうん く）                                                             | 730km2       | 271万人      | 440111       | 景泰街道     | 20           | 4            |
| 黄埔区（コウホ く）                                                               | 484km2       | 111万人      | 440112       | 蘿崗街道     | 16           | 1            |
| 番禺区（バング く）                                                               | 530km2       | 178万人      | 440113       | 市橋街道     | 10           | 6            |
| 花都区（カト く）                                                                 | 969km2       | 109万人      | 440114       | 花城街道     | 4            | 6            |
| 南沙区（ナンシャ く）                                                             | 544km2       | 75万人       | 440115       | 黄閣鎮       | 3            | 6            |
| 増城区（ゾウジョウ く）                                                           | 1,616km2     | 122万人      | 440118       | 茘城街道     | 6            | 7            |
| 従化区（ジュウカ く）                                                             | 1,975km2     | 65万人       | 440117       | 街口街道     | 3            | 5            |

### 年表
この節の出典

#### 広州市
- 1949年10月14日 - 中華人民共和国広州市が発足。逢源区・黄沙区・西禅区・長寿区・沙面区・陳塘区・太平区・恵福区・靖海区・小北区・徳宣区・西山区・東堤区・漢民区・前鑑区・大東区・東山区・洪徳区・蒙聖区・海幢区・珠江区・南岸区・沙河区・竜洞区・芳村区・崇文区・石牌区・冼猟楊区・彬社区・車陂区・公和区・敦和区・瀝滘区・恩洲区が成立（34区）。
- 1949年11月（28区）
  - 公和区・敦和区・瀝滘区が合併し、瀝滘区が発足。
  - 石牌区・冼猟楊区が合併し、石牌区が発足。
  - 崇文区・芳村区が合併し、芳村区が発足。
  - 彬社区・車陂区が合併し、新洲区が発足。
  - 恩洲区が三元区に改称。
  - 竜洞区・沙河区が合併し、沙河区が発足。
- 1950年6月17日（16区）。
  - 長寿区および西禅区の一部が合併し、長寿区が発足。
  - 蒙聖区・海幢区・洪徳区が合併し、河南区が発足。
  - 恵福区・靖海区が合併し、恵福区が発足。
  - 漢民区・東堤区が合併し、永漢区が発足。
  - 太平区・陳塘区・沙面区が合併し、太平区が発足。
  - 小北区・徳宣区および西山区の一部が合併し、越秀区が発足。
  - 大東区・東山区・前鑑区が合併し、大東区が発足。
  - 黄沙区および逢源区の一部が合併し、茘湾区が発足。
  - 南岸区および西山区の残部・西禅区の残部・逢源区の残部が合併し、西村区が発足。
- 1951年10月22日（13区）
  - 石牌区・沙河区および三元区の一部が合併し、白雲区が発足。
  - 西村区および三元区の残部が合併し、西村区が発足。
  - 新洲区・瀝滘区が合併し、新滘区が発足。
- 1952年9月（10区）
  - 大東区・永漢区・白雲区の各一部が合併し、東区が発足。
  - 太平区および永漢区・恵福区・大東区・茘湾区の各一部が合併し、中区が発足。
  - 長寿区および茘湾区の残部・西村区の一部が合併し、西区が発足。
  - 越秀区および永漢区の残部・恵福区の残部・大東区の残部・西村区の一部が合併し、北区が発足。
  - 河南区および新滘区・珠江区の各一部が合併し、河南区が発足。
- 1953年3月13日 - 白雲区の一部が東区に編入（10区）。
- 1953年4月20日 - 広東省粤中行政区南海県の一部が西区に編入（10区）。
- 1953年5月15日（10区）
  - 西村区の一部が白雲区に編入。
  - 西村区の残部・新滘区の一部が合併し、黄埔区が発足。
- 1953年5月29日 - 広東省粤中行政区番禺県の一部が黄埔区に編入（10区）。
- 1953年6月24日 - 広東省粤中行政区番禺県の一部が黄埔区に編入（10区）。
- 1954年6月12日（9区）
  - 芳村区が河南区・新滘区に分割編入。
  - 新滘区の一部が黄埔区に編入。
- 1954年6月19日 - 広東省に編入され、広東省広州市となる。

#### 広東省広州市
- 1956年12月29日 - 白雲区・黄埔区・新滘区が合併し、郊区が発足（7区）。
- 1958年9月13日 - 珠江区の一部が西区に編入（7区）。
- 1959年4月 - 西区の一部が郊区に編入（7区）。
- 1960年4月 - 中区・郊区の各一部が西区に編入（7区）。
- 1960年8月（7区）
  - 西区が茘湾区に改称。
  - 東区が東山区に改称。
- 1960年9月20日 - 仏山専区従化県・花県を編入（7区2県）。
- 1960年9月30日 - 花県の一部が仏山専区番順県・中山県の各一部と合併し、仏山専区番禺県となる（7区2県）。
- 1960年12月14日（7区2県）
  - 河南区および珠江区の一部が合併し、海珠区が発足。
  - 中区・北区および珠江区の残部が合併し、越秀区が発足。
  - 郊区が分割され、黄埔区・芳村区・江村区が発足。
- 1961年10月5日 - 従化県の一部が分立し、仏岡県が発足（7区3県）。
- 1962年12月1日 - 芳村区・黄埔区・江村区が合併し、郊区が発足（5区3県）。
- 1963年7月3日 - 仏岡県が韶関専区に編入（5区2県）。
- 1973年2月 - 郊区の一部が分立し、黄埔区が発足。(6区2県)
- 1975年3月24日 - 仏山地区番禺県、恵陽地区増城県・竜門県、韶関地区新豊県を編入。(6区6県)
- 1983年12月22日 - 韶関地区清遠県・仏岡県を編入。(6区8県)
- 1985年5月24日 - 番禺県の一部が分立し、天河区・芳村区が発足。(8区8県)
- 1987年1月23日 - 郊区が白雲区に改称（8区8県）。
- 1988年1月7日（8区4県）
  - 清遠県が市制を施行し、地級市の清遠市に昇格。
  - 竜門県が恵州市に編入。
  - 仏岡県が清遠市に編入。
  - 新豊県が韶関市に編入。
- 1992年5月20日 - 番禺県が市制を施行し、番禺市となる（8区1市3県）。
- 1993年6月18日 - 花県が市制を施行し、花都市となる（8区2市2県）。
- 1993年12月8日 - 増城県が市制を施行し、増城市となる（8区3市1県）。
- 1994年3月26日 - 従化県が市制を施行し、従化市となる（8区4市）。
- 2000年5月21日 (10区2市）。
  - 番禺市が区制を施行し、番禺区となる。
  - 花都市が区制を施行し、花都区となる。
- 2001年11月13日 - 白雲区の一部が茘湾区に編入（10区2市）。
- 2005年4月28日（10区2市）
  - 東山区および白雲区・天河区の各一部が越秀区に編入。
  - 芳村区が茘湾区に編入。
  - 番禺区の一部が分立し、南沙区が発足。
  - 白雲区・黄埔区・天河区・増城市の各一部が合併し、蘿崗区が発足。
- 2012年9月30日 - 番禺区の一部が南沙区に編入。（10区2市）
- 2014年1月25日（11区）
  - 黄埔区・蘿崗区が合併し、黄埔区が発足。
  - 従化市が区制施行し、従化区となる。
  - 増城市が区制施行し、増城区となる。

## 経済

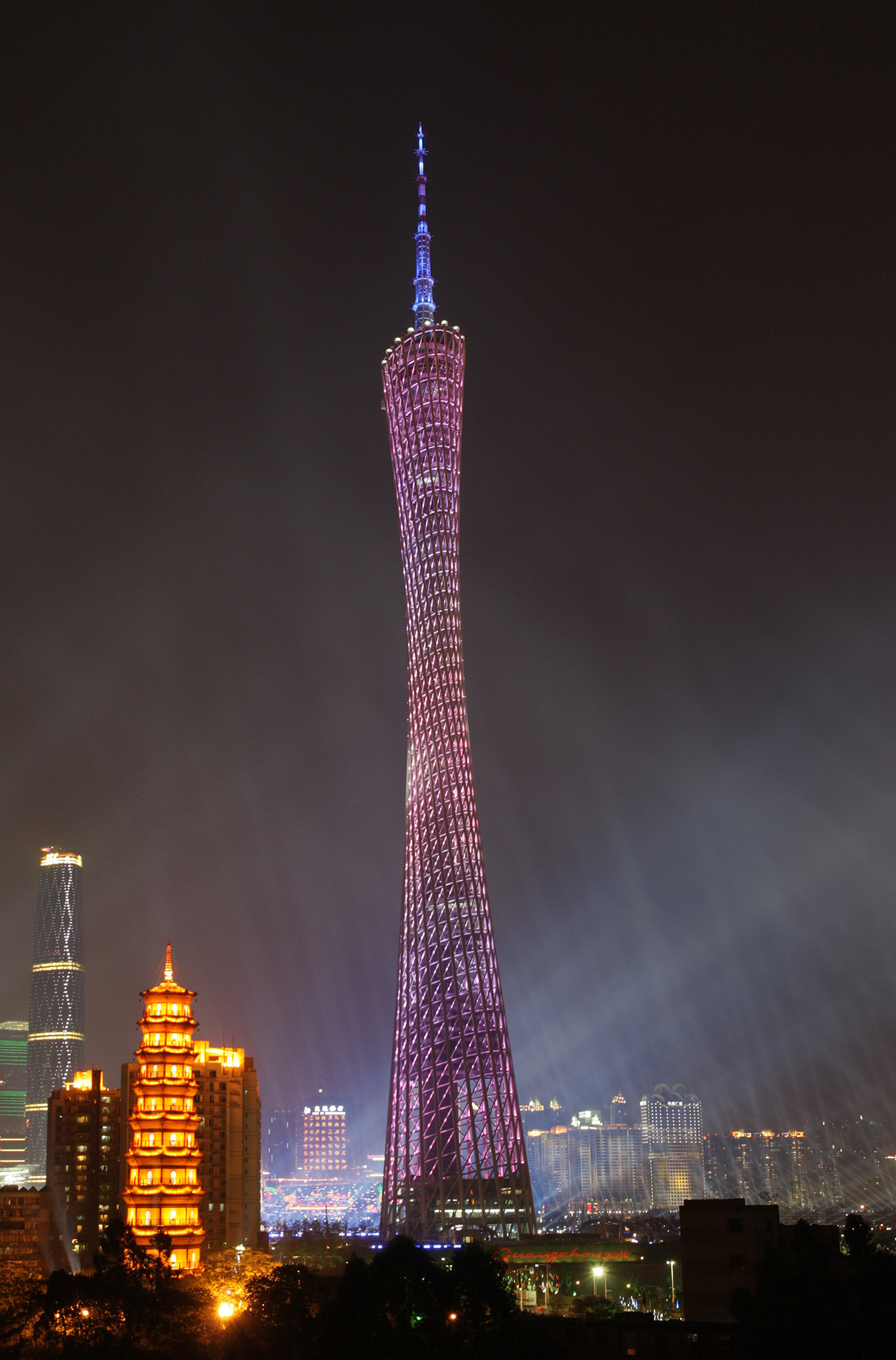
世界で4番目に高い塔であり、広州の新しいシンボルとなった広州塔。

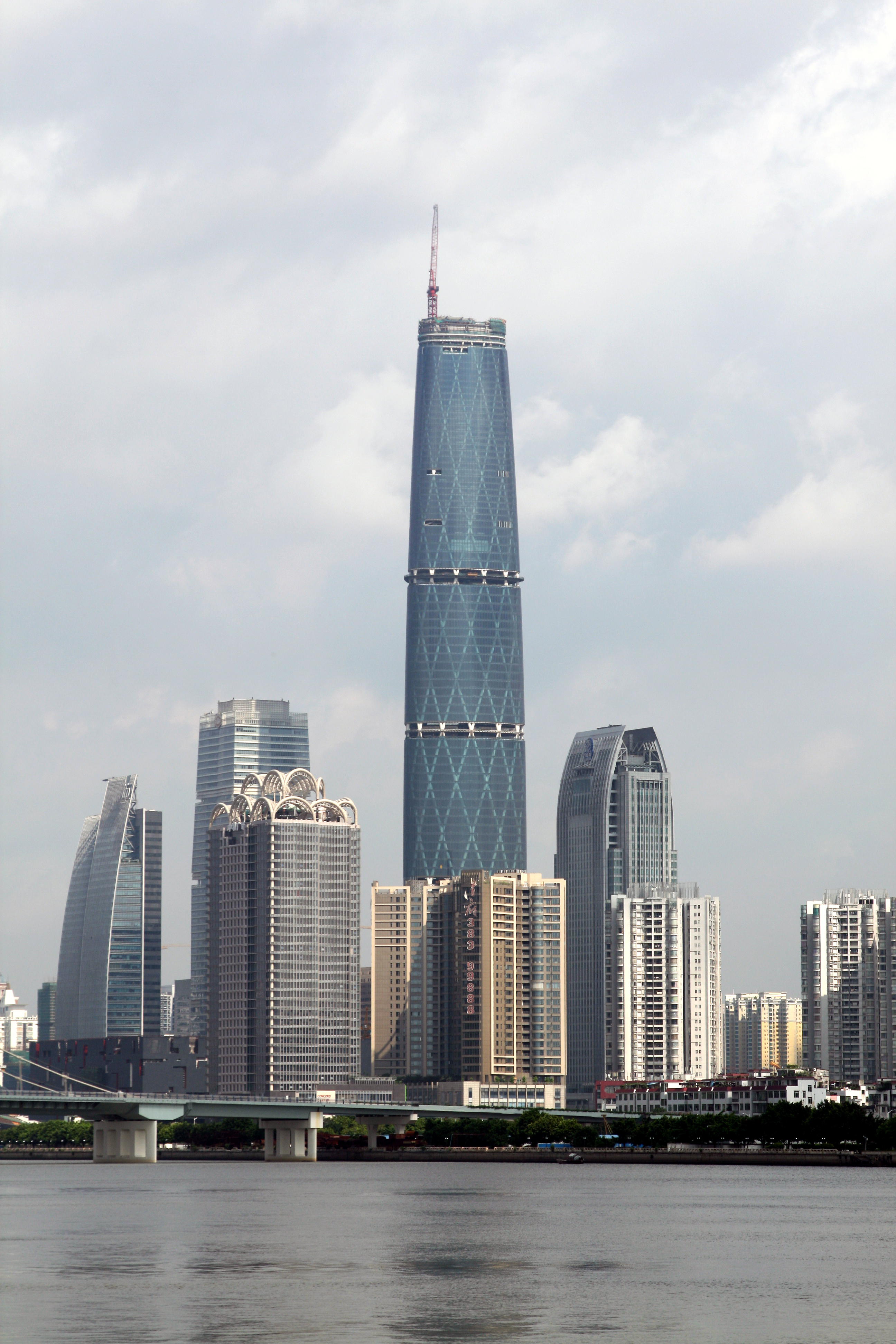
珠江新城商業地区

広州市の2012年の市内総生産は1兆2303億元であり、上海市、北京市に次ぎ、中国大陸で3位の都市である。
特別行政区である香港と密接な貿易関係にある広州市は深圳市などともに中国では比較的裕福な地域である。
とりわけ自動車産業が盛んであり、広州汽車集団の本社が置かれている他、日系メーカーも多数進出している。2017年には広州市で生産された自動車台数は310万台と中国最大であった。また、IT産業やバイオテクノロジーにも力を入れている。
深圳市と共に広東省における金融センターとして機能している。2019年にはその競争力は世界23位と評価された。

## 文化

### 食文化
「食は広州に在り」といわれる広東料理の中心地であり、朝などに点心を食べながら喫茶する飲茶の習慣がある。

### 言語
共通語である普通話も通用しないわけではないが、広東語使用の中心地であり、広州方言（広州話、広府話）は広東語の標準として扱われる。中国国内の他の地域と同様に簡体字を用いるが、一部で繁体字を用いようとする傾向が強い。広東語を話す地元住民の間で、普通話に対する反発が広がっており、1997年の中国への返還以後急速に標準語の普及が進む香港でも同様の反発が起こっている。ただし広州市自体が移住制限を設けていないため、他省からの移住者が実質市内人口の約半数を占めるようになり、普通話しか話せない者が増加の一途をたどっている。
上海語の事例同様、普通話一辺倒での教育により、両親が広東語話者でも子供は普通話しか話せないケースが増えている。それに対し、学校教育側で広東語の時間を設けるなどし、広東語離れに歯止めをかけようと試みている。2010年7月25日には広東語擁護を求める抗議集会が開かれ、広東語を話す地元住民2000人以上が参加、8月1日には広州と香港でほぼ同時に広東語擁護を求める住民デモが行われたが、どちらも警察隊によって解散させられた。

### 演劇
広東語による伝統劇である『粤劇』が伝えられている。広東語による現代話劇も演じられることがある。

### メディア
- 南方広播影視伝媒集団（中国語版）
  - 広東電視台（中国語版）
  - 南方電視台（中国語版）
  - 広東人民広播電台（中国語版）
- 広州市広播電視台（中国語版）
- 南方日報（中国語版）
- 南方周末（中国語版）
- 広州日報（中国語版）
- 羊城晚報（中国語版）

### スポーツ
国際大会としては、2006年レスリング世界選手権、第49回世界卓球選手権団体戦、2010年アジア競技大会が広州市で開催されている。
広州市のプロスポーツチーム一覧
- サッカー
  - 広州足球倶楽部（超級リーグ）
  - 広州城足球倶楽部（超級リーグ）
  - 広東日之泉足球倶楽部（甲級リーグ）
- バスケットボール
  - 広州六穂（中国語版）（NBL）
- バレーボール
  - 広東恒大女子排球（CVL）
- eスポーツ
  - 広州チャージ（OWL）

## 教育

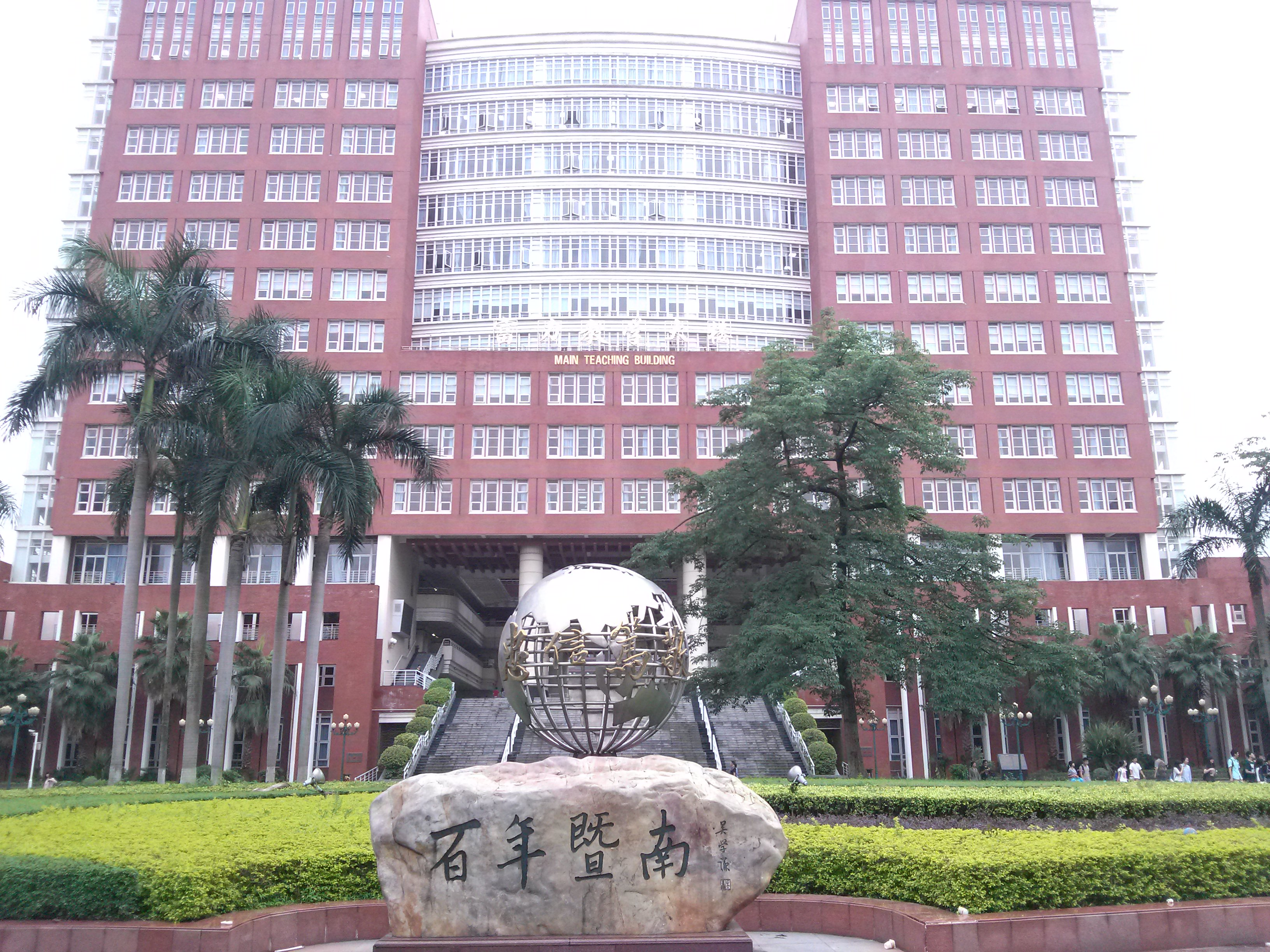
曁南大学・本部

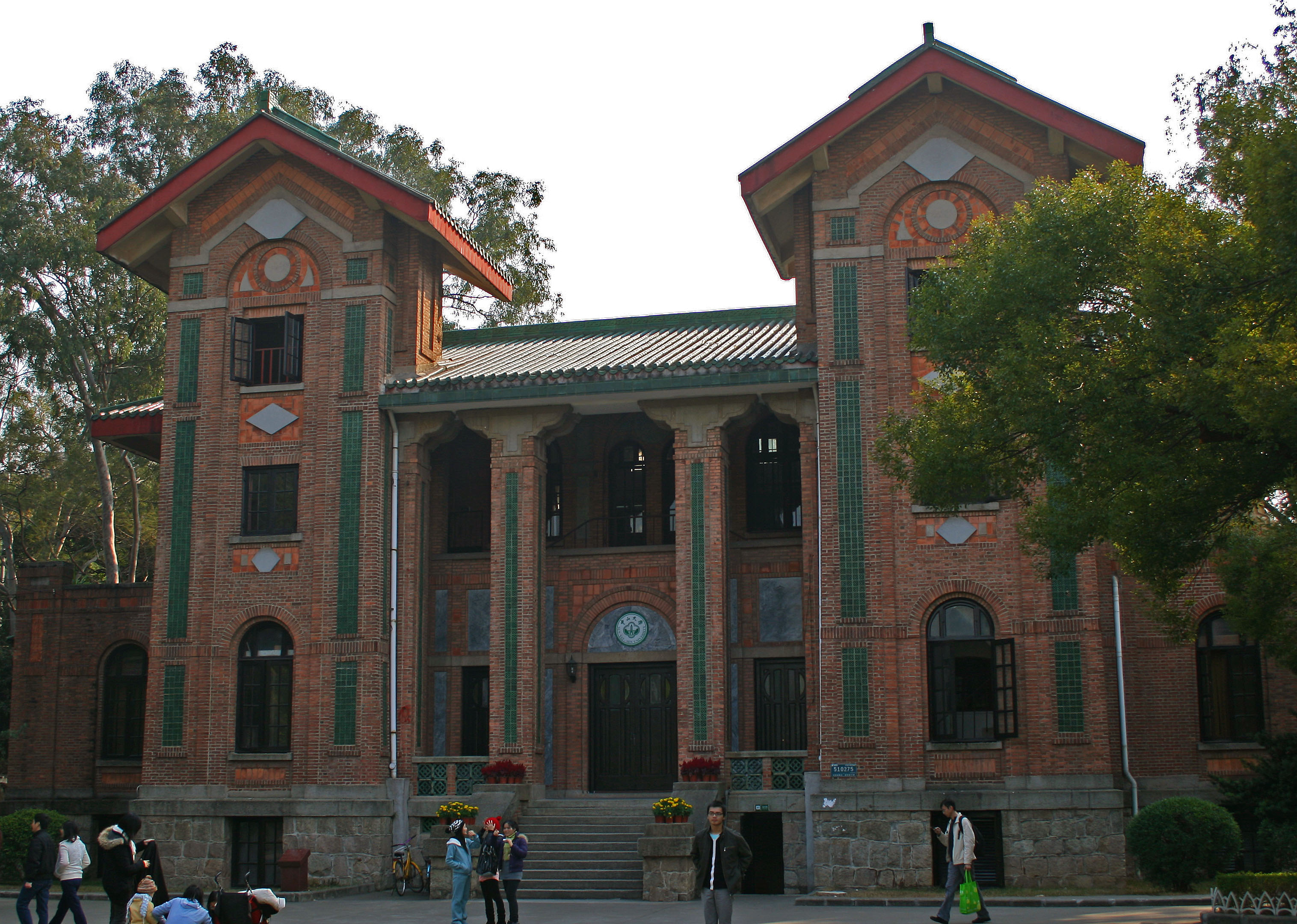
中山大学・懐士堂

公立
- 曁南大学（1906年創立）
- 中山大学（1924年創立）
- 華南理工大学
- 華南師範大学
- 広東外語外貿大学
- 華南農業大学（1909年創立）
- 広東工業大学
- 広東財経大学（広東商学院）
- 広州大学
- 広州中医薬大学
- 広州医学院
- 広東薬学院
- 広東省科技幹部学院
- 星海音楽学院
- 広東技術師範学院
- 仲愷農業技術学院（1927年創立）
- 広州体育学院
- 広州美術学院

私立
- 広東培正学院
- 広東白雲学院
- 私立華聯学院
- 広東嶺南職業技術学院

日本人学校
- 広州日本人学校

## 交通

### 航空
- 新白雲国際空港（2004年8月5日、花都区に開港）

### 鉄道
- 主要駅

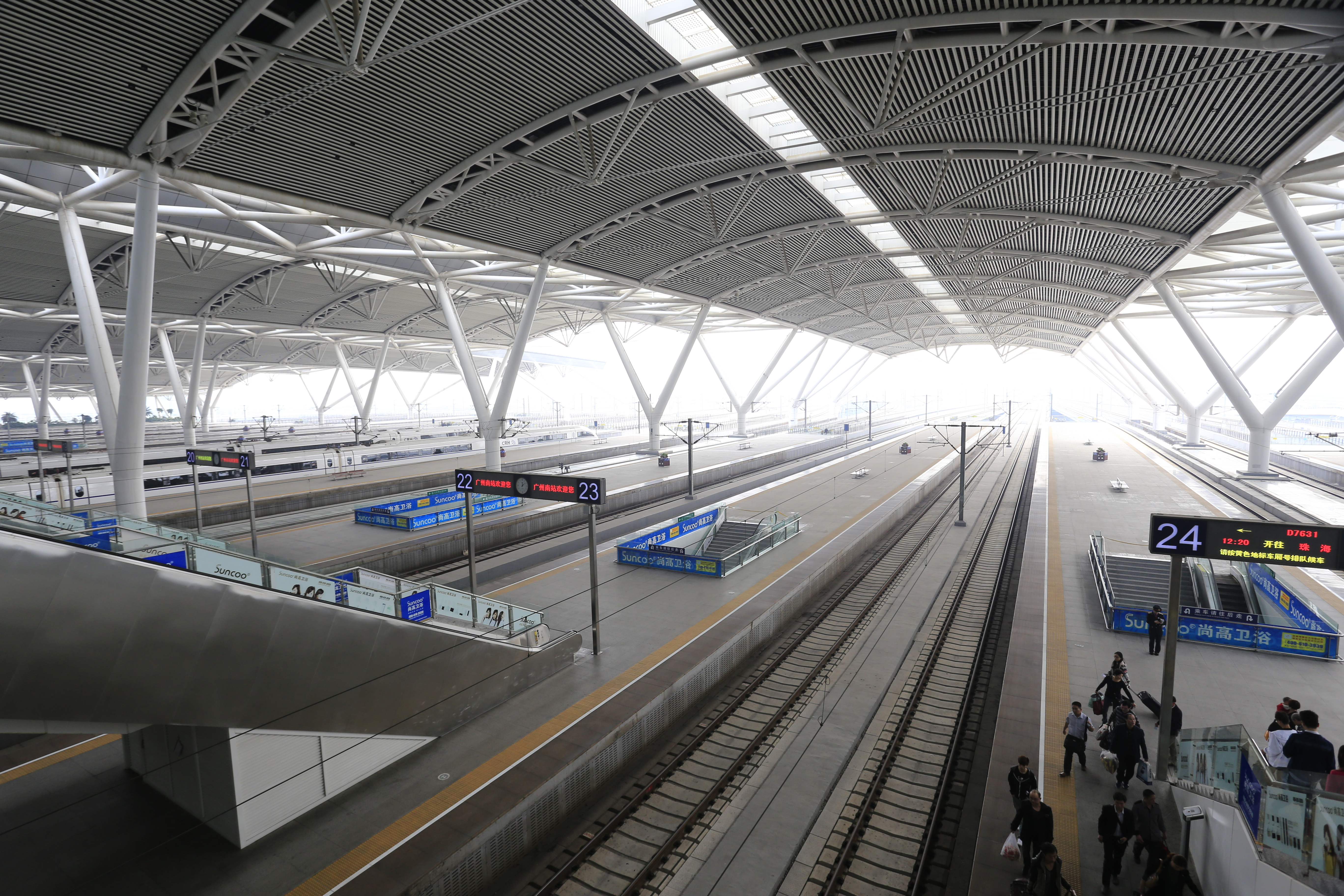
広州南駅ホーム

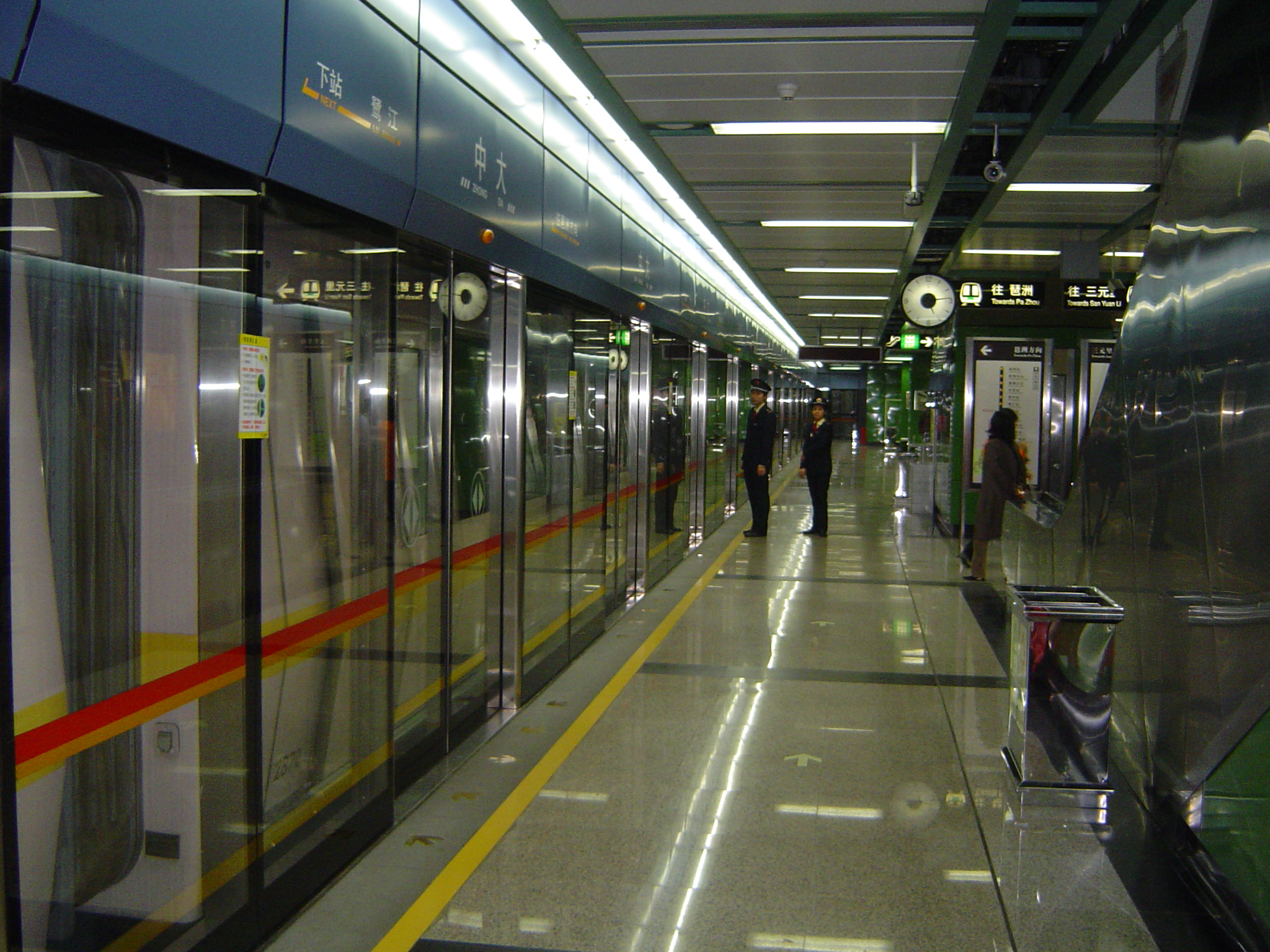
広州地下鉄2号線、中大駅

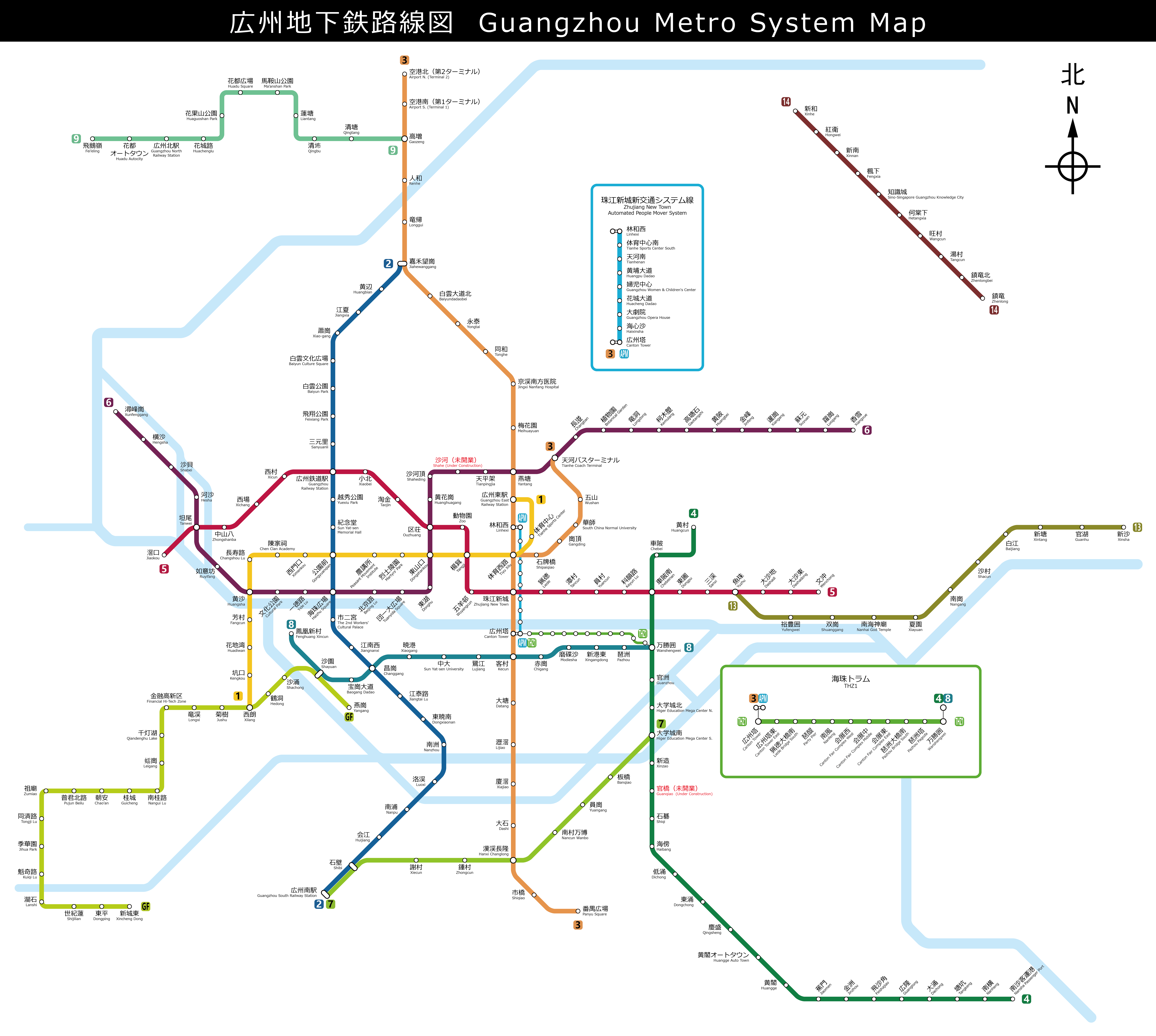
広州市の地下鉄路線図

  - 広州駅(越秀区) - 広深線と、中国鉄路有数の主要幹線である京広線の始発、終着駅である。
  - 広州東駅(天河区) - 天河区の再開発地区に位置する。以前は香港へ向かう広九直通列車の始発駅であった。
  - 新塘駅(増城区) - 甬広高速鉄道（中国語版）の終着駅。同路線の列車は広州東駅及び広州駅へ乗り入れる。[20]
  - 広州北駅(花都区) - 都心から北に30km程の位置にある。
  - 広州南駅(番禺区) - 2010年に開業した高速鉄道のターミナル駅で、京港旅客専用線の主要駅且つ貴広旅客専用線、南広線、広珠都市間鉄道の始発駅である。
  - 広州白雲駅(白雲区) - 既存の主要駅の容量不足解消[21]を目的に、2023年に新たに開業した。
  - 花都駅（中国語版） - 粤港澳大湾区都市間鉄道の主要駅であり、広州北駅に近接する。
  - 番禺駅（中国語版） - 粤港澳大湾区都市間鉄道の主要駅であり、広州南駅に近接する。
- 主な路線
  - 京広線
  - 広深線
  - 広珠線（中国語版）
  - 京港旅客専用線
  - 貴広旅客専用線
  - 南広線
  - 甬広高速鉄道
  - 広珠都市間鉄道
  - 広肇都市間鉄道
  - 広恵都市間鉄道
  - 穂深都市間鉄道（中国語版）
  - 広清都市間鉄道（中国語版）
  - 広仏環状線（中国語版）
- 広州地下鉄
- 珠江新城新交通システム線
- 広州有軌電車

### バス
- 広州市第一バス（中国語版） … バス、トロリーバス（無軌条電車）
- 広州市第二バス（中国語版）
- 広州市第三バス（中国語版）
- 馬会バス（中国語版）

### 道路
- 国道
  - G105国道（中国語版）
  - G106国道（中国語版）
  - G107国道
  - G321国道
  - G324国道
  - G325国道

### 渡船
- 客輪

## 観光
「羊城八景」は広州市の中で著名な8景観を指したもので、2002年に選ばれた新八景は以下の通り。
- 雲山畳翠 … 白雲山
- 珠水夜韻 … 珠江夜景
- 越秀新暉 … 越秀公園
- 天河飄絹 … 広州東駅広場の水景瀑布
- 古祠流芳 … 陳家祠
- 黄花皓月 … 黄花崗七十二烈士墓
- 五環晨曦 … 広東オリンピック体育中心
- 蓮峰観海 … 番禺蓮花山

### 仏教建築

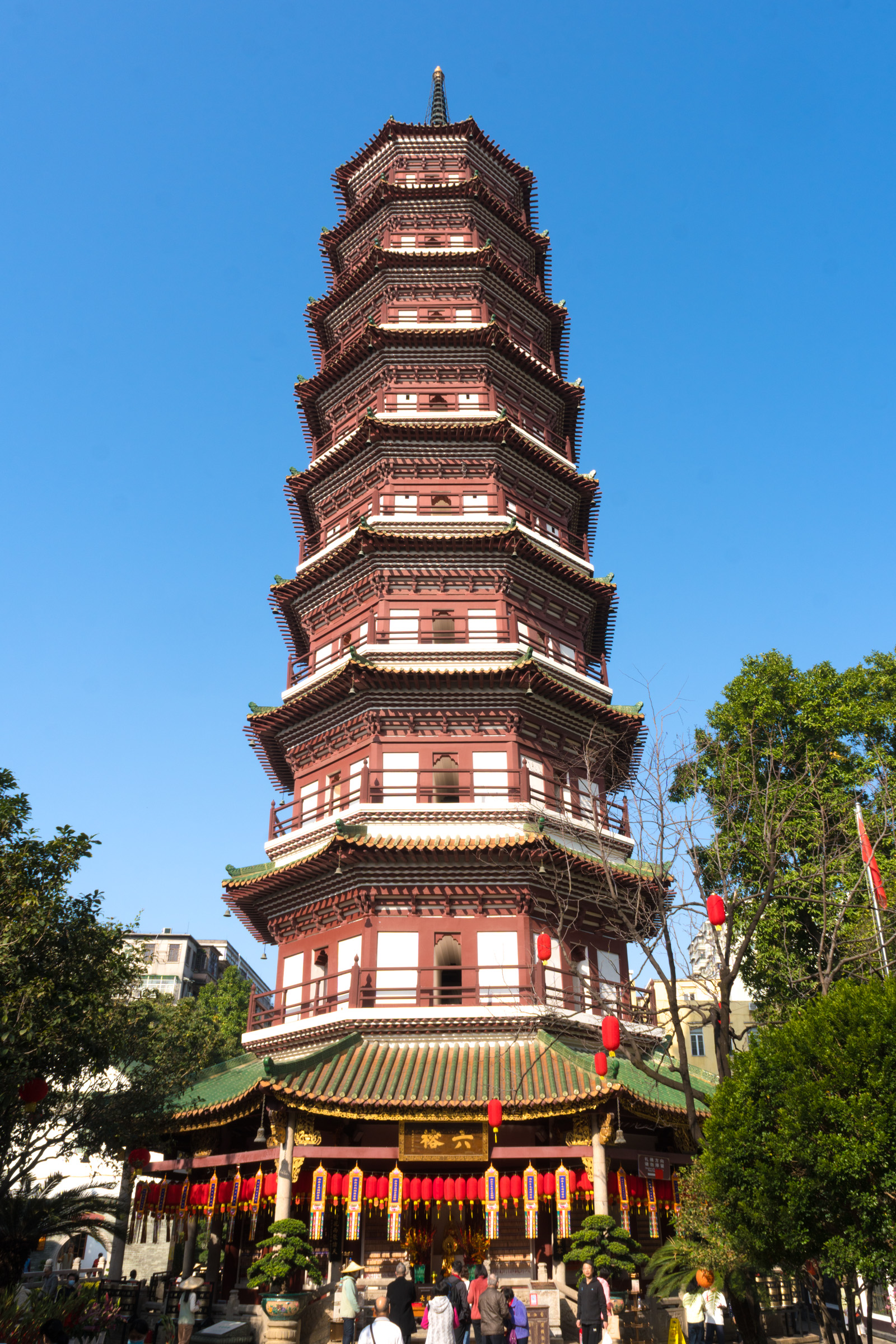
六榕寺内の六榕花塔

- 光孝寺
- 六榕寺
- 無着庵
- 華林寺
- 海幢寺

### 道教建築
- 純陽観
- 仁威廟
- 三元宮
- 五仙観
- 玉虚宮

### キリスト教建築

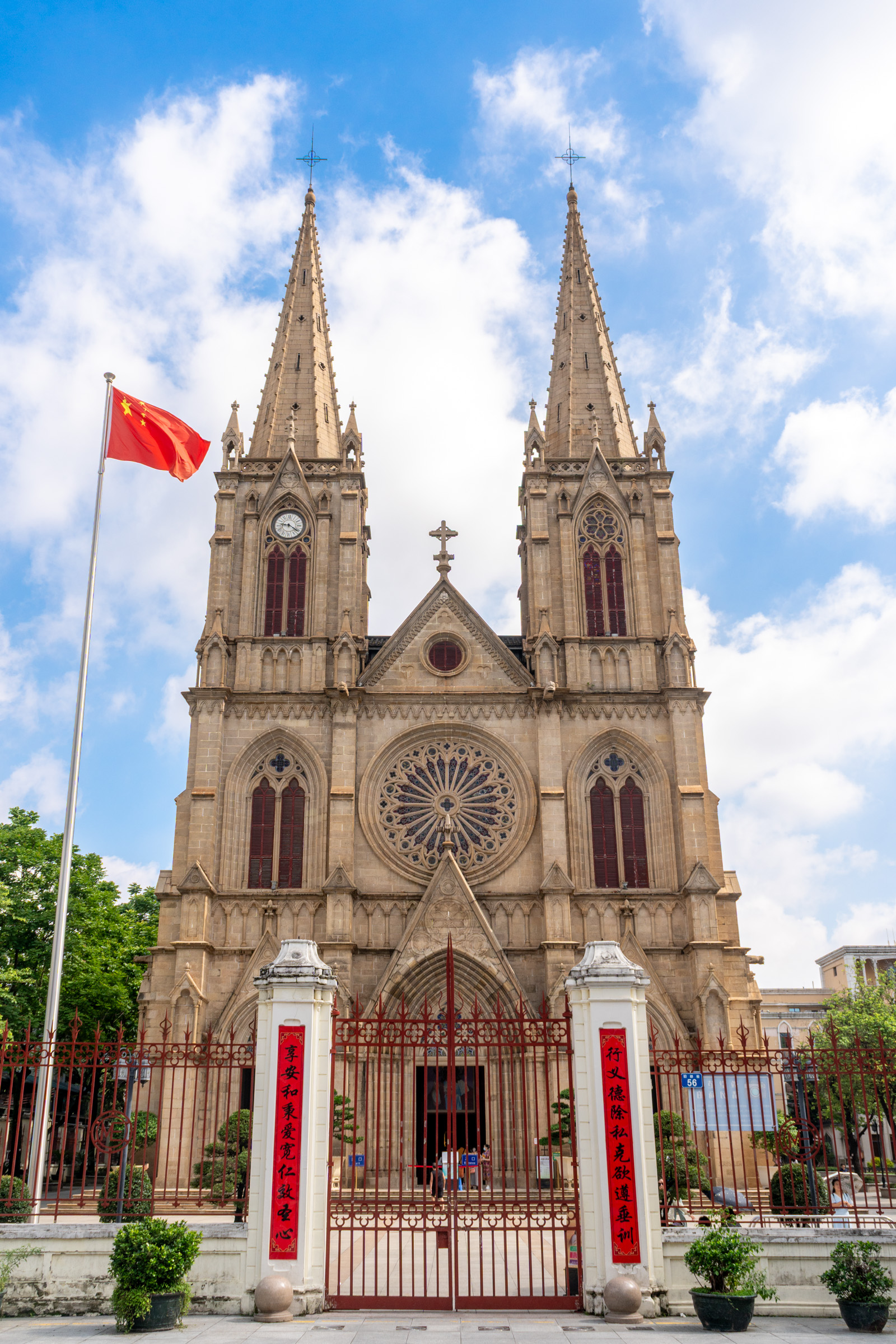
石室聖心教堂

- 河南堂
- 東山堂
- 光孝堂
- 錫安堂
- 救主堂
- 十甫堂救主堂
- 沙面會堂
- 芳村堂
- 沙河堂
- 石室聖心大聖堂
- 沙面露徳聖母堂
- 宝崗堂
- 龍洞堂

### イスラーム建築
- 懐聖寺（「光塔寺」とも）

### 遺跡・旧跡

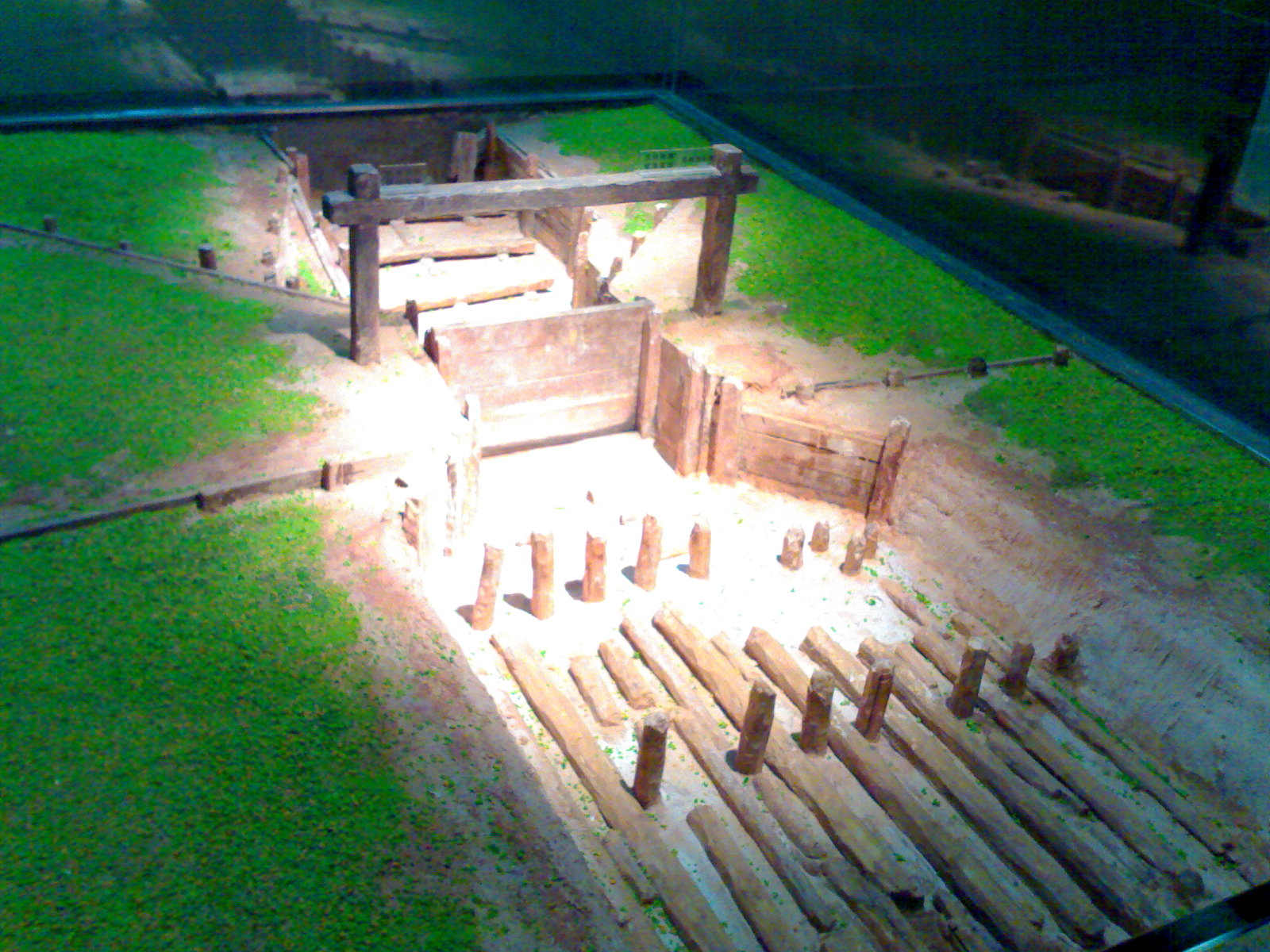
南越国水閘遺址

- 秦漢造船遺址
- 南越国宮署遺址
- 南越国水閘遺址
- 西漢南越王墓
- 南海神廟
- 薬洲遺址
- 黄埔古港
- 北京路千年古道
- 沙面島
- 三元里人民抗英闘争紀念館
- 黄花崗七十二烈士墓
- 国民党一大旧址
- 黄埔軍校
- 広州中山紀念堂
- 広州起義烈士陵園
- 広州公社旧址（広州ソビエト政府旧址）
- 農民運動講習所旧址

### その他
- 広州動物園
- 華南国立植物園
- 広州香江野生動物世界

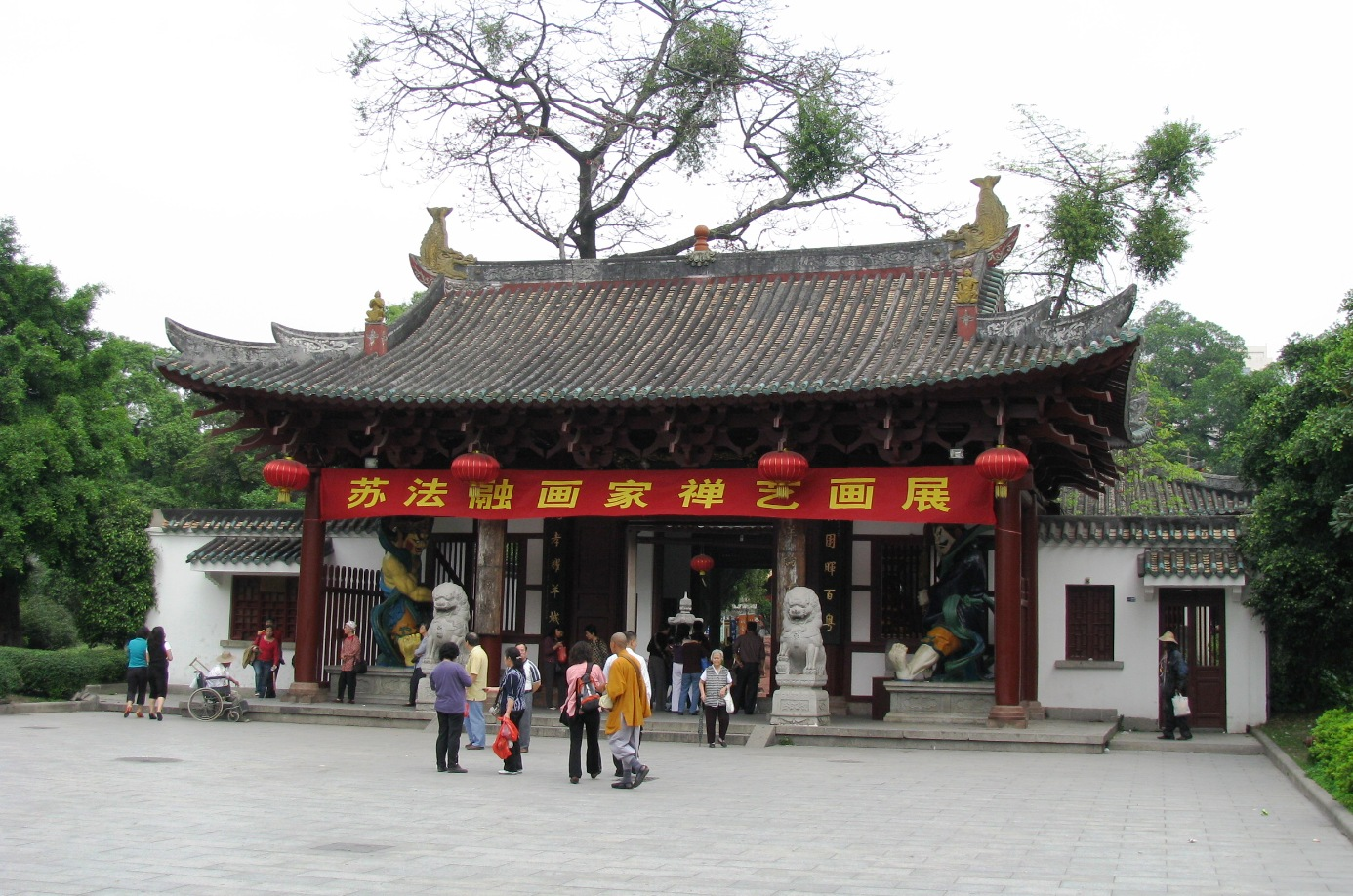
光孝寺
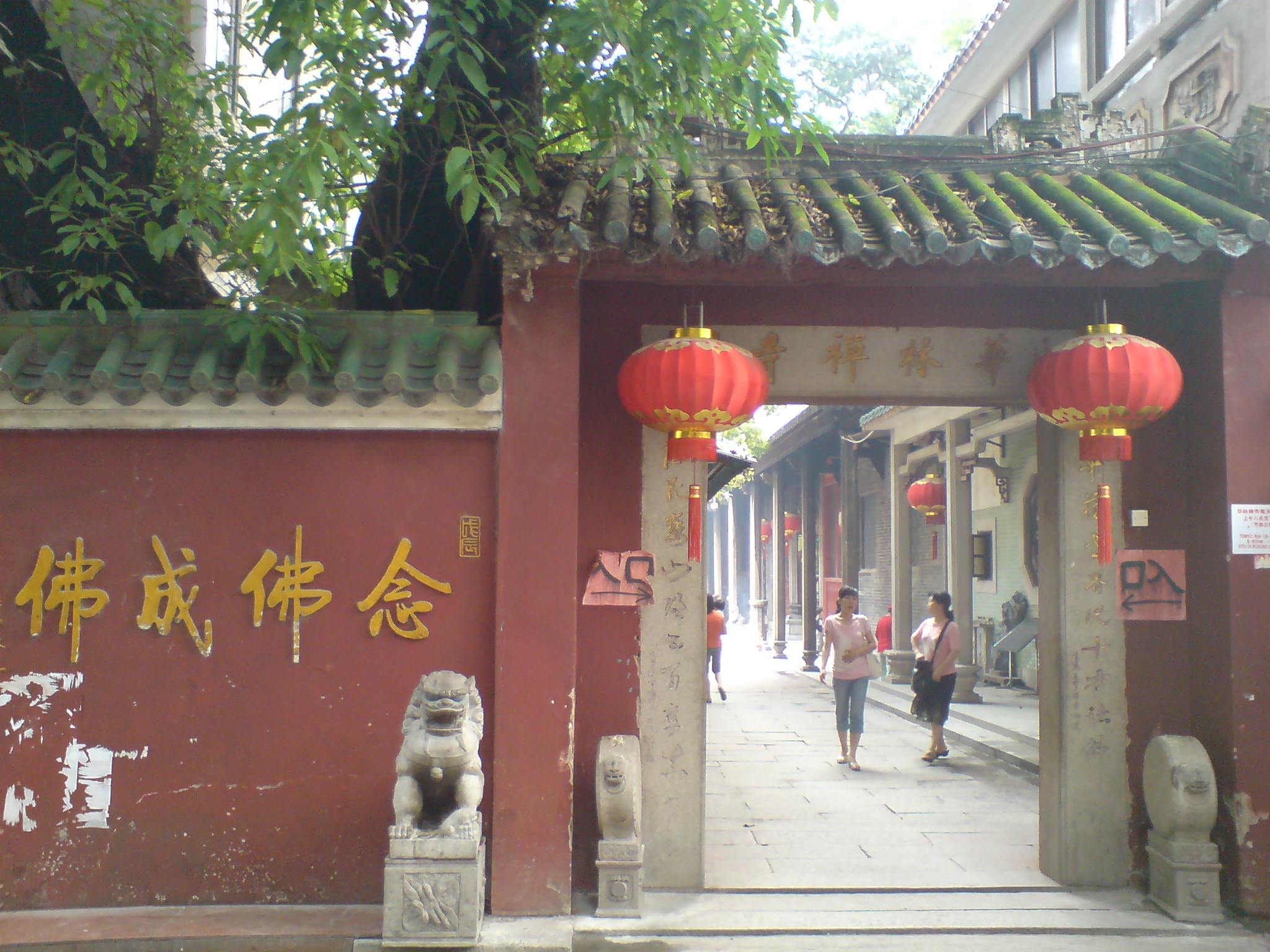
華林寺正門
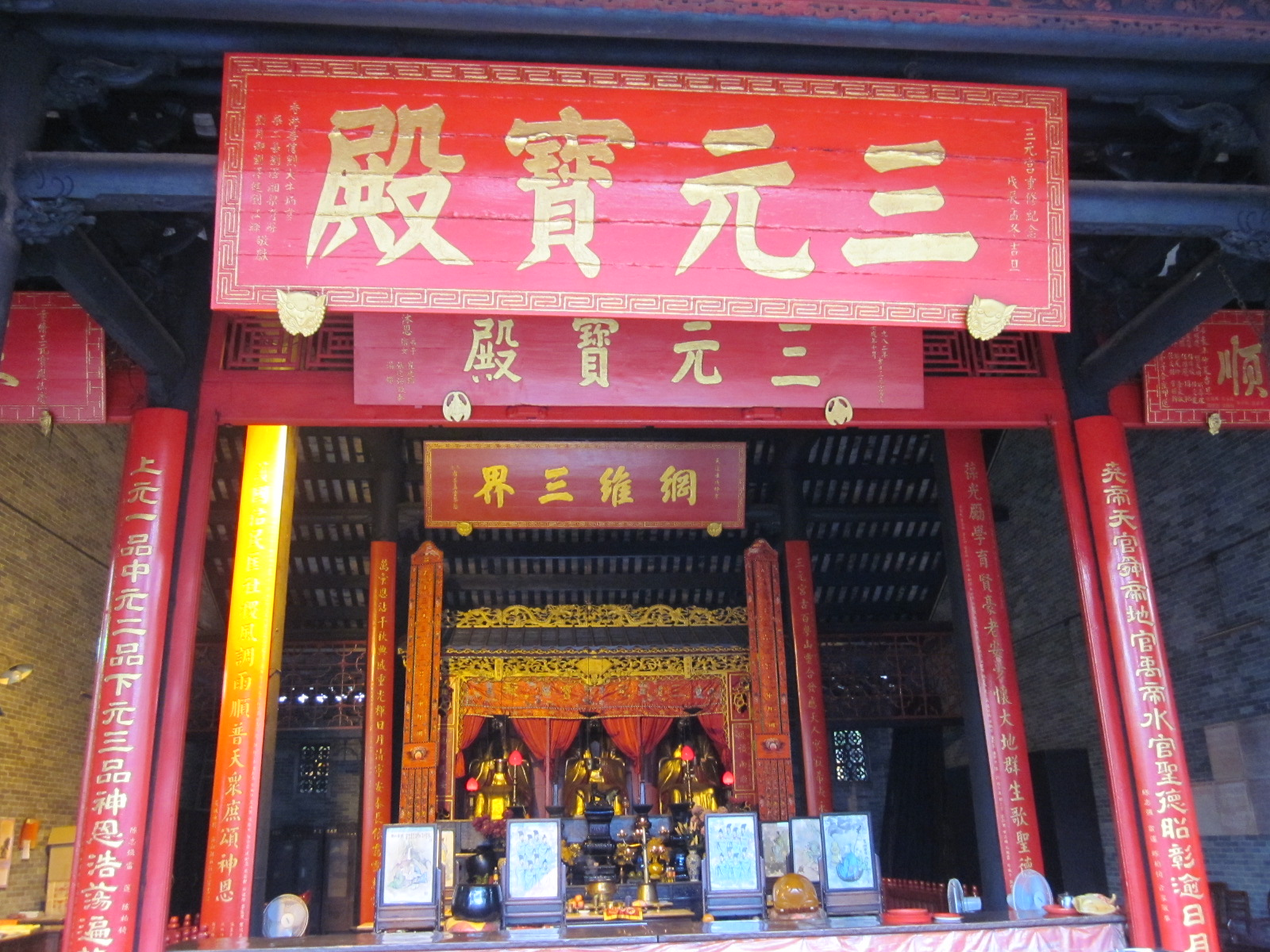
三元宮
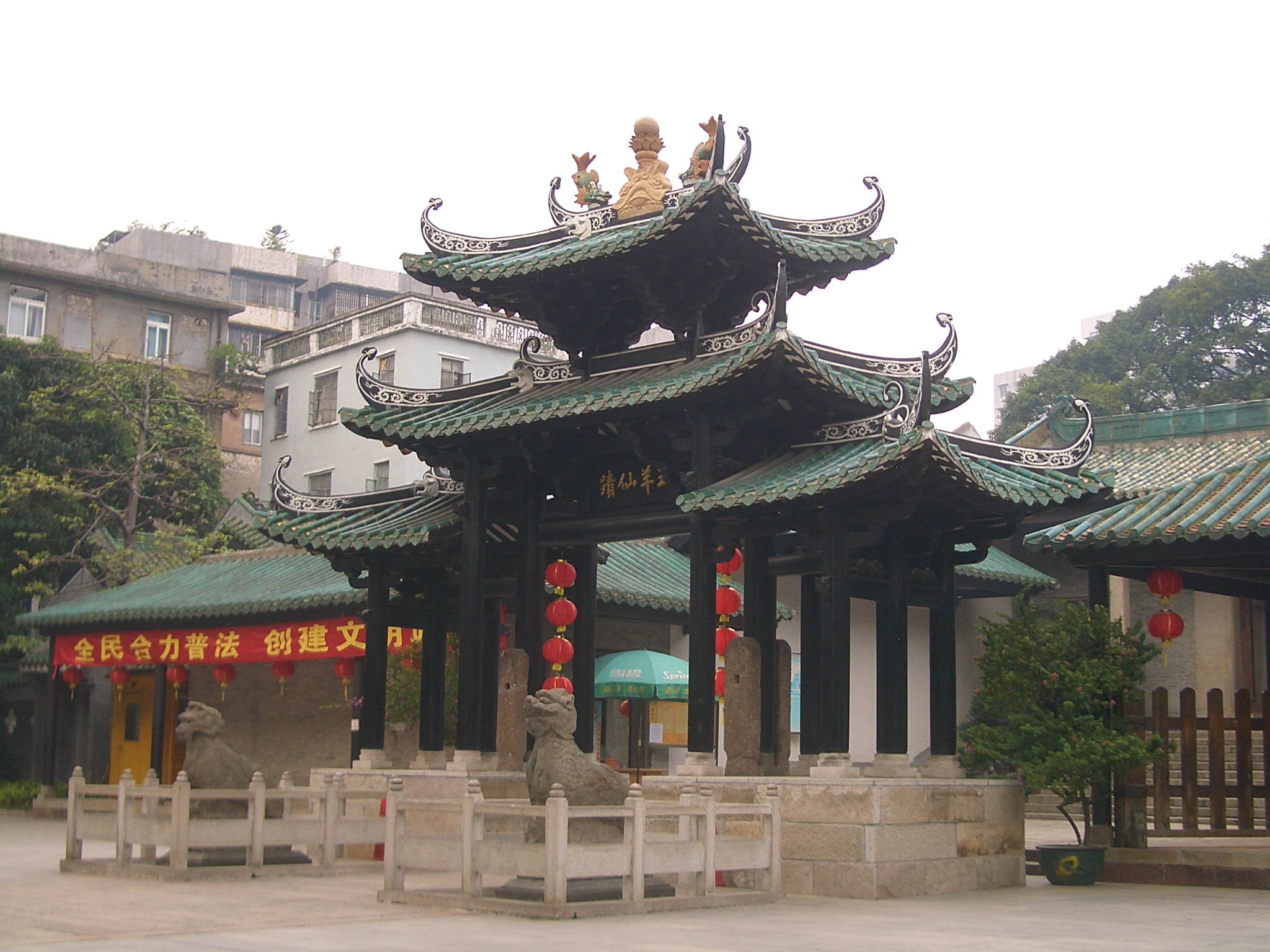
五仙観
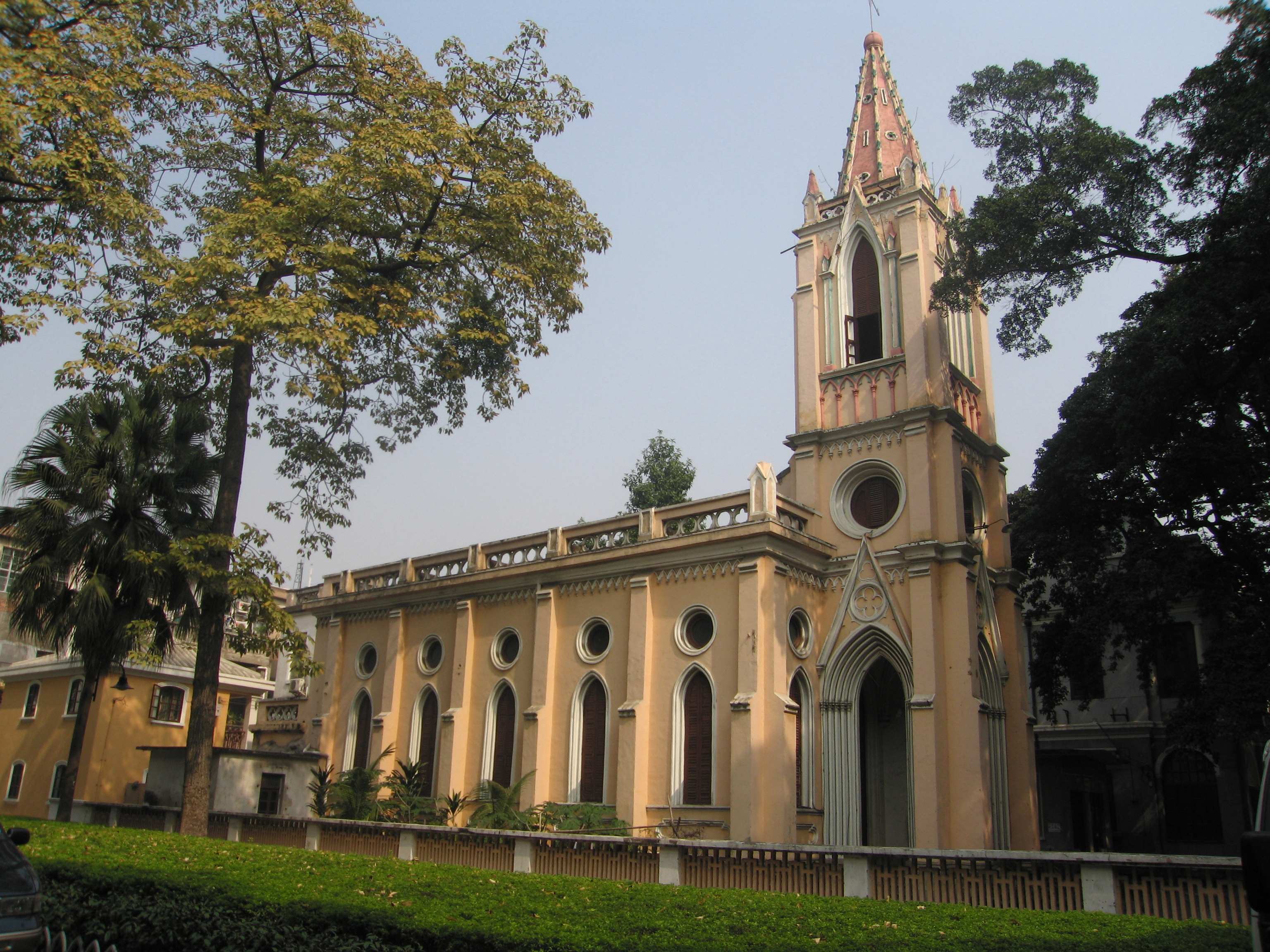
沙面露徳聖母堂
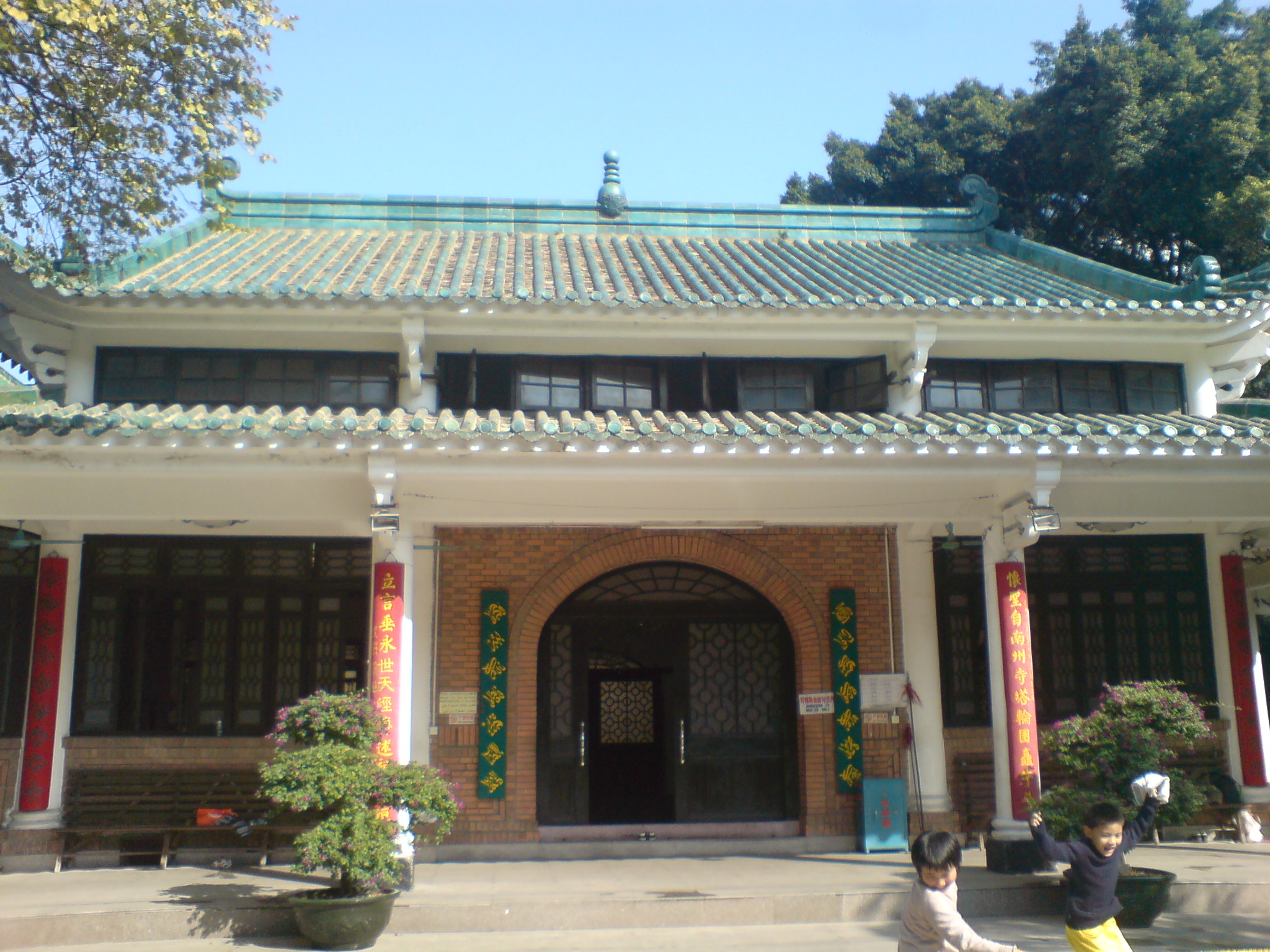
懐聖寺礼拝殿
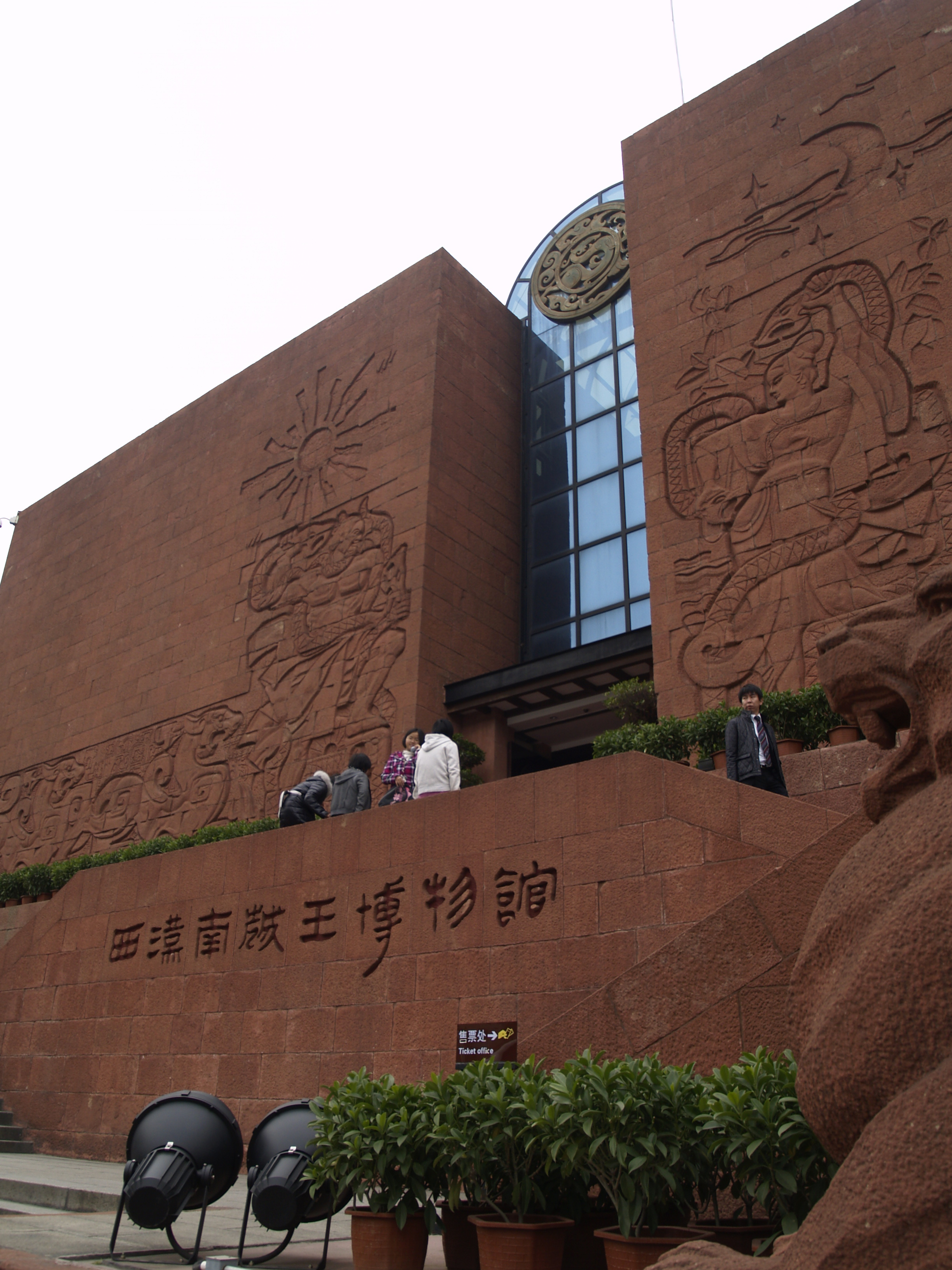
西漢南越王墓博物館
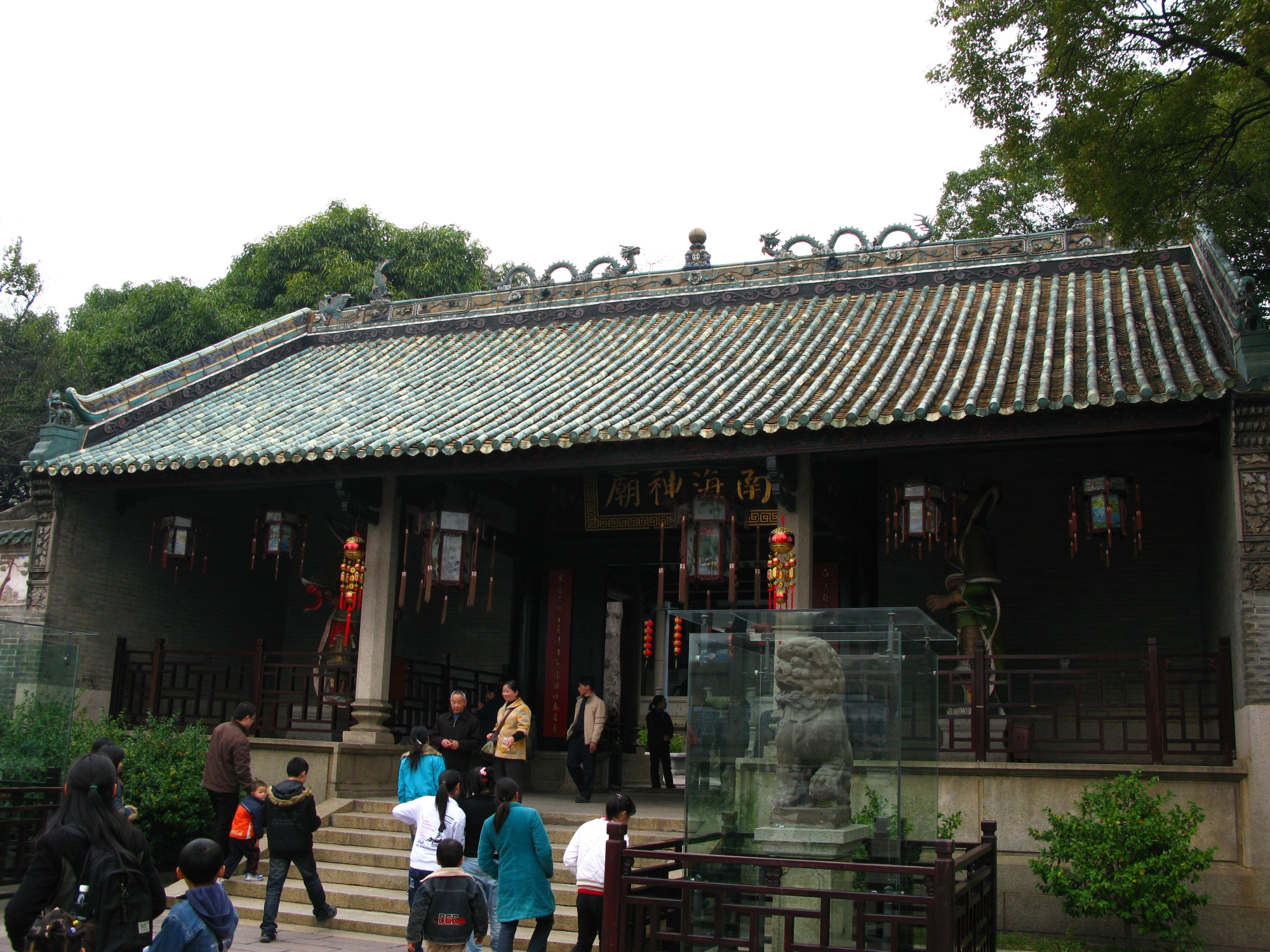
南海神廟
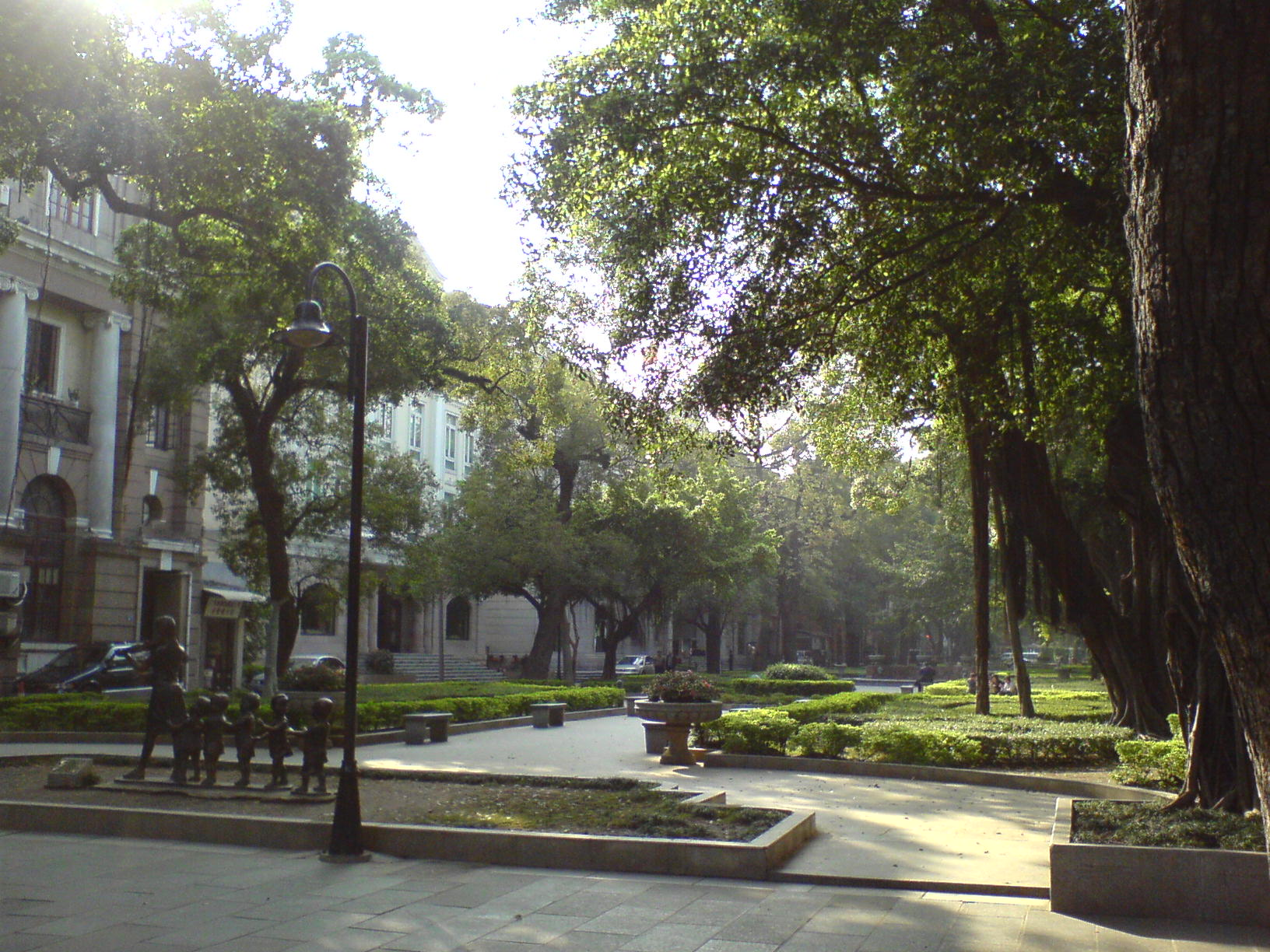
沙面島
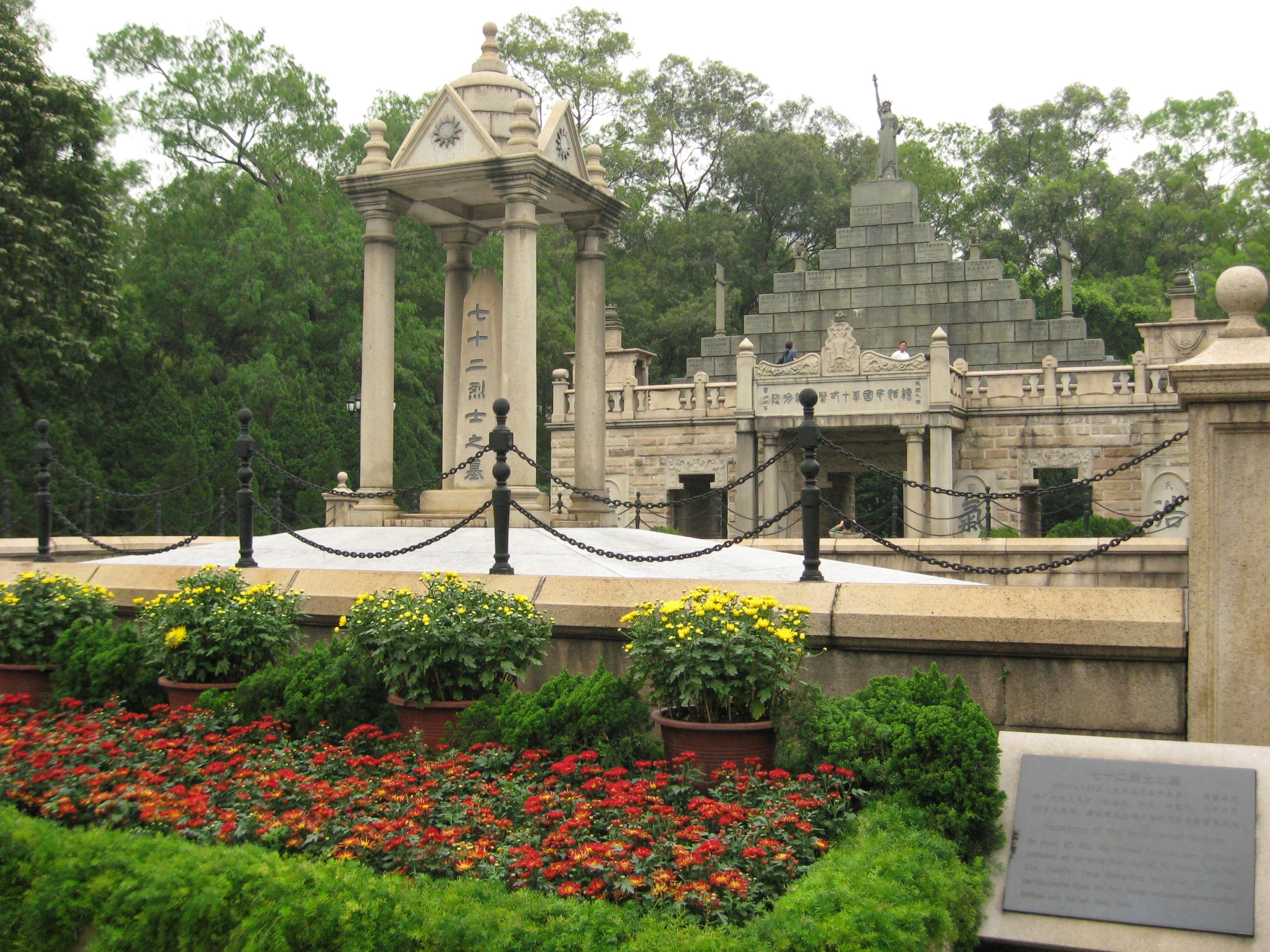
黄花崗七十二烈士墓
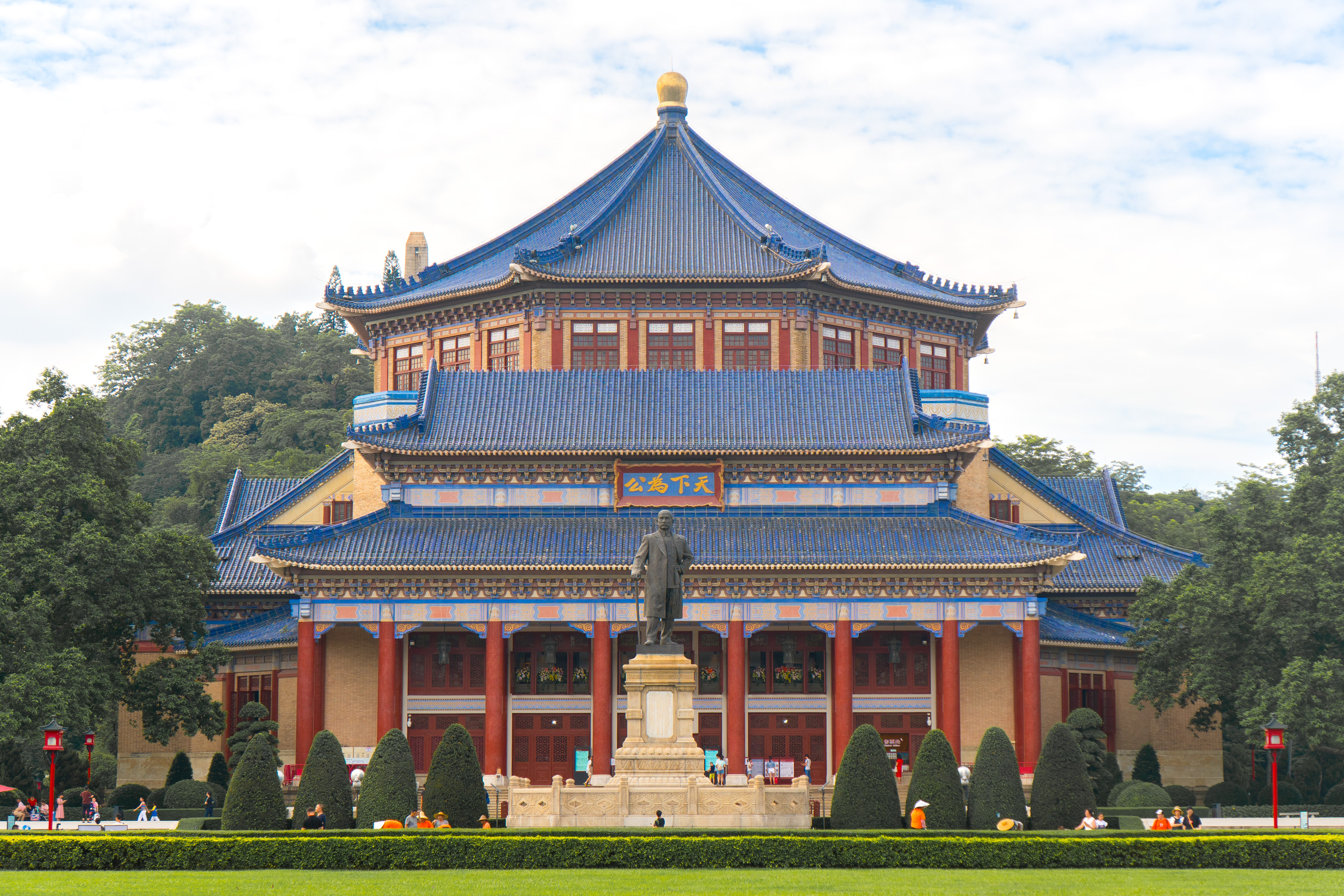
広州中山紀念堂
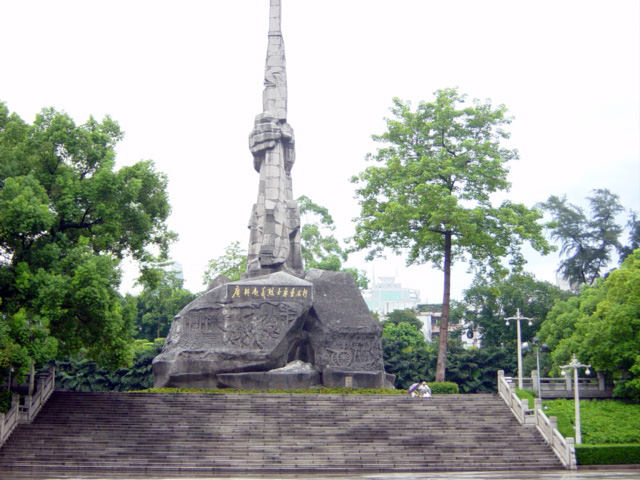
広州起義烈士陵園

## 健康・医療・衛生
- 広州医科大学附属第一医院[22]
- 広州市第一人民医院
- 広州市第八人民医院
- 広州市女性児童医療中心

## 姉妹都市
広州は以下の都市と姉妹都市である。
| 都市                         | 国               | 提携年月日     |
| ---------------------------- | ---------------- | -------------- |
| 福岡市                       | 日本             | 1979年5月      |
| ロサンゼルス                 | アメリカ合衆国   | 1982年3月2日   |
| マニラ                       | フィリピン       | 1982年11月     |
| バンクーバー                 | カナダ           | 1985年3月      |
| シドニー                     | オーストラリア   | 1986年5月      |
| バーリ                       | イタリア         | 1986年11月     |
| フランクフルト・アム・マイン | ドイツ           | 1988年4月11日  |
| リヨン                       | フランス         | 1988年11月     |
| オークランド                 | ニュージーランド | 1989年2月      |
| 光州広域市                   | 韓国             | 1996年10月     |
| リンシェーピング             | スウェーデン     | 1997年11月     |
| ダーバン                     | 南アフリカ共和国 | 2000年7月      |
| ブリストル                   | イギリス         | 2001年5月      |
| エカテリンブルク             | ロシア           | 2002年7月10日  |
| アレキパ                     | ペルー           | 2004年10月27日 |

## 類似都市名
- 韓国の京畿道には広州市があり、ハングルでは광주、ローマ字転記（文化観光部2000年式）ではGwangju、カナ転記ではクァンジュと表記する。
- 同じく韓国の光州とは、漢字を韓国語読みした場合は同音（광주、クァンジュ）、中国語では普通話・広東語ともに声調のみが違う発音になる。韓国では常に本市を漢字の韓国語読みではなく音訳で「광저우（クァンジョウ）」と呼び習わす。光州と本市は姉妹都市でもある。
- 口頭の日本語では、杭州市と同音で区別がつかないため、中国音や省名で区別するほか、「広い広州」「杭（くい）の杭州」などと呼び分けられることがある。歴史地名の「交州」、山東省の「膠州」などと音読みで同じ。

## ギャラリー

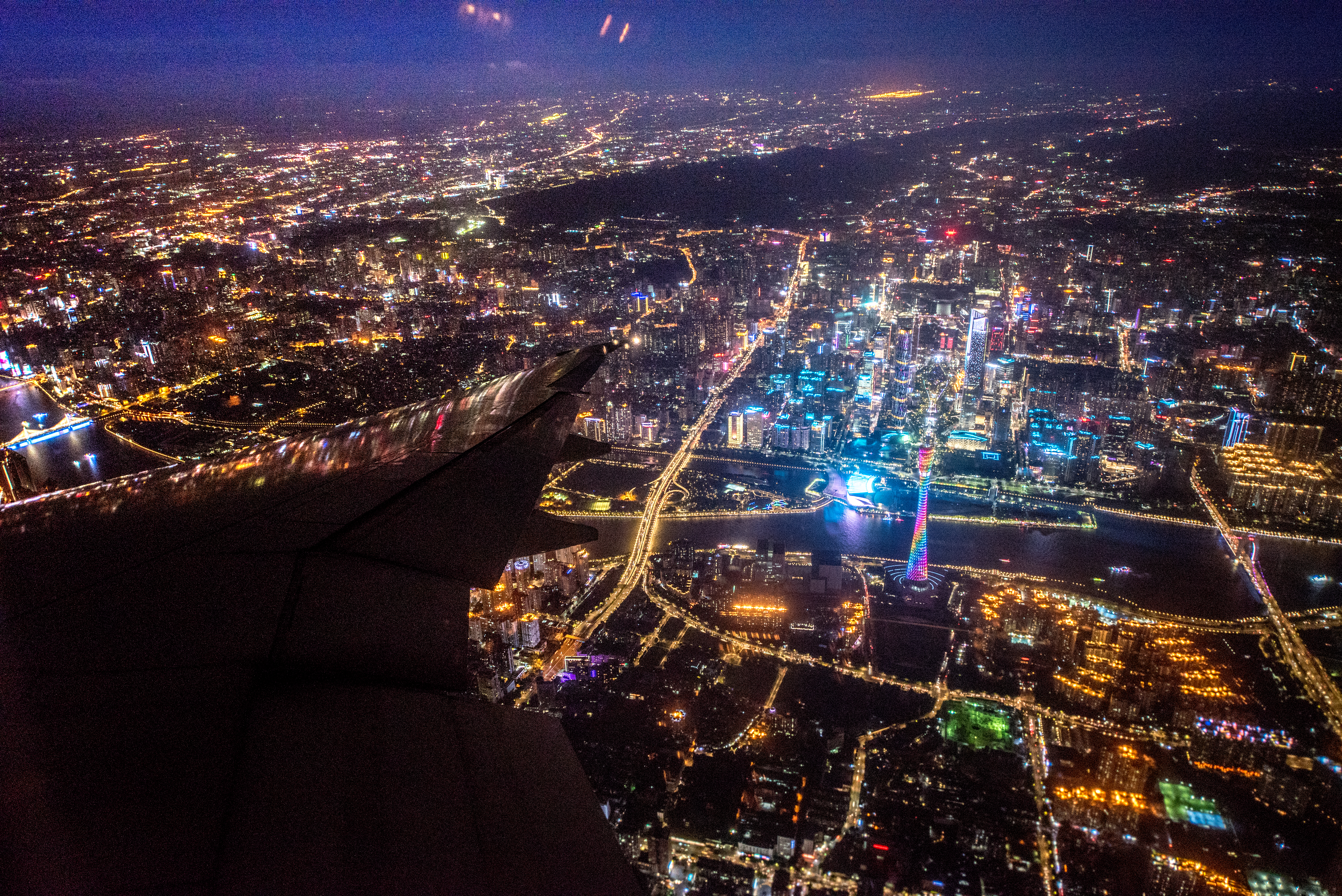
広州上空からの夜景
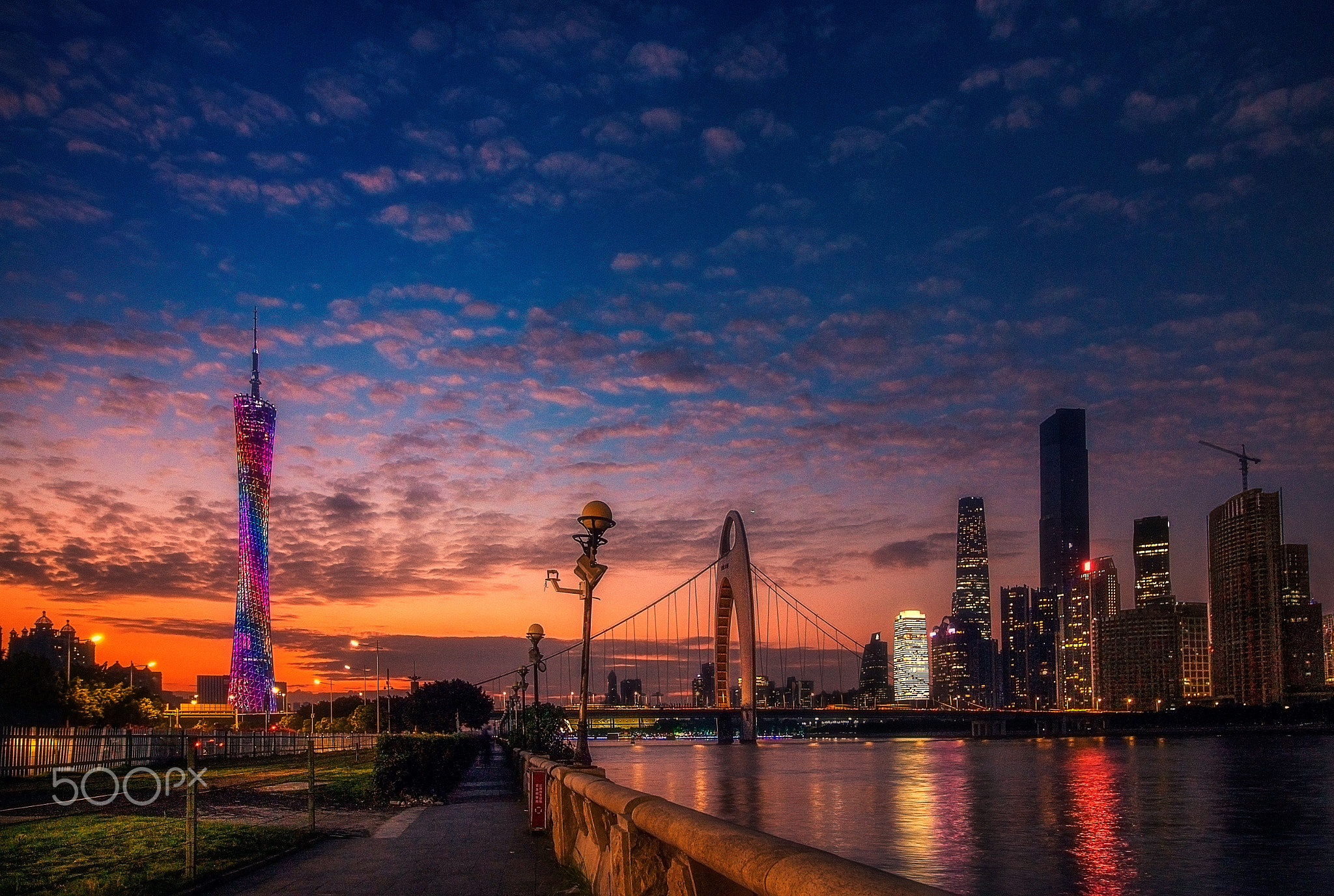
広州のスカイライン
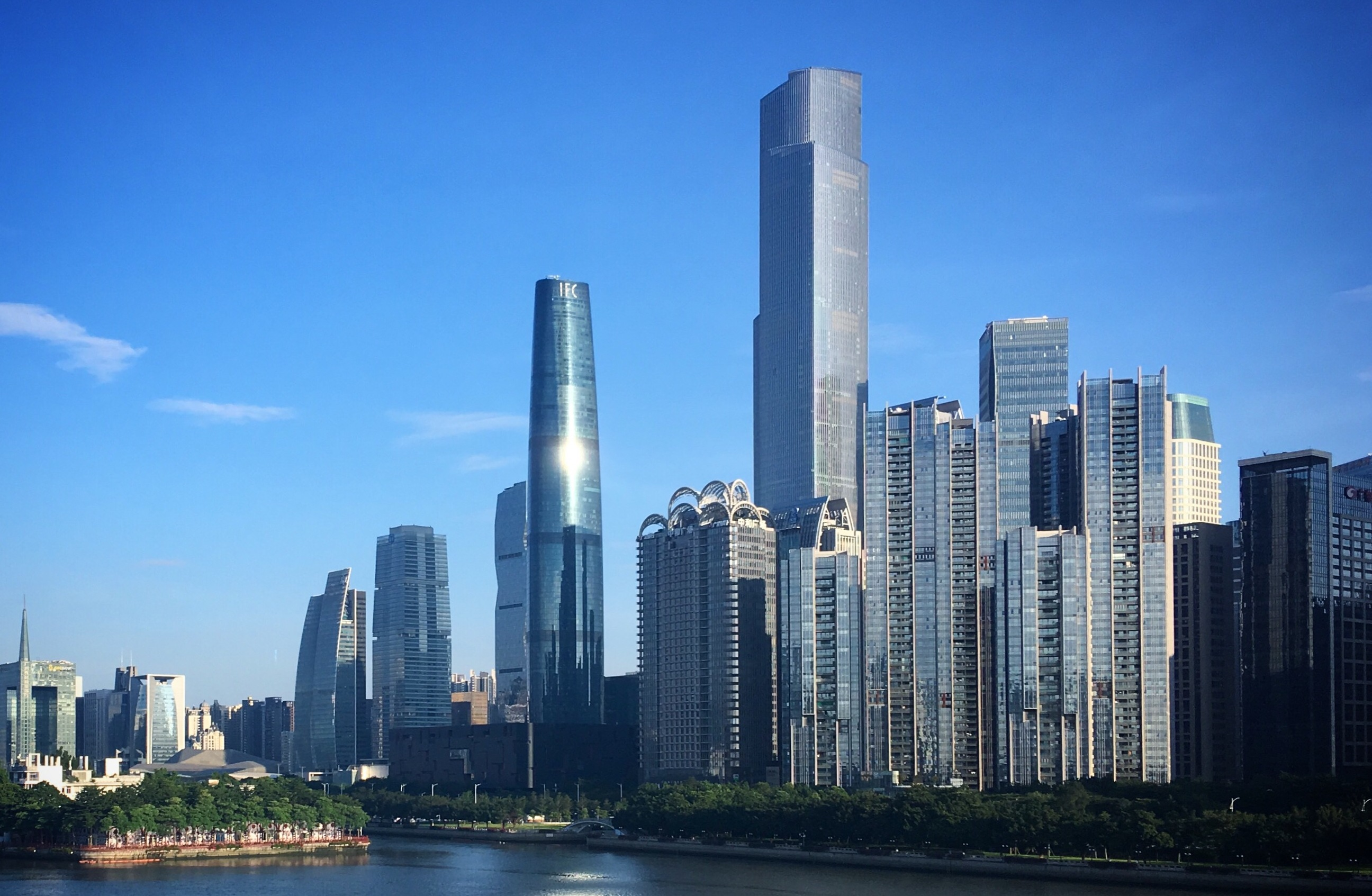
広州のスカイライン
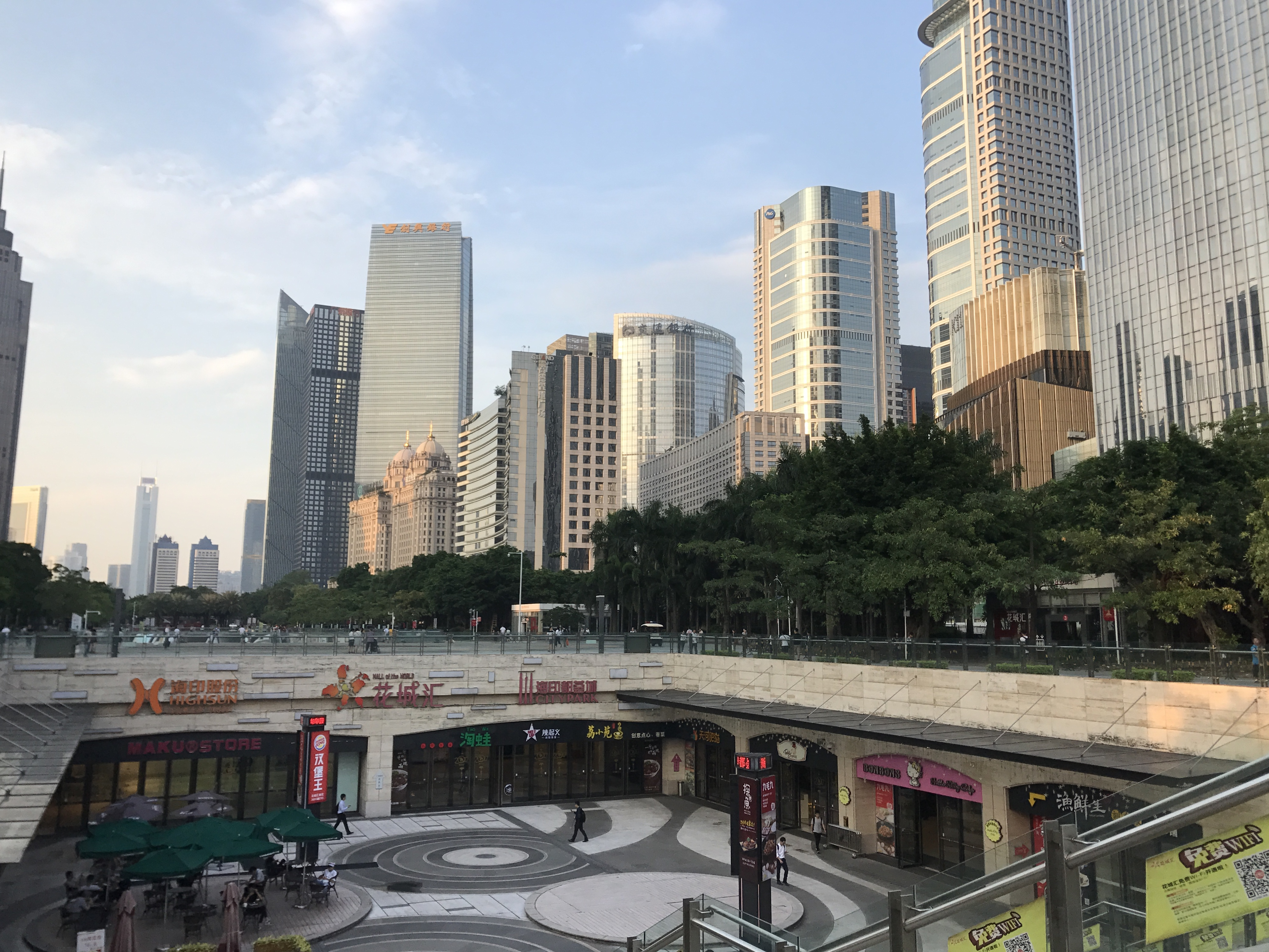
花城大道駅付近
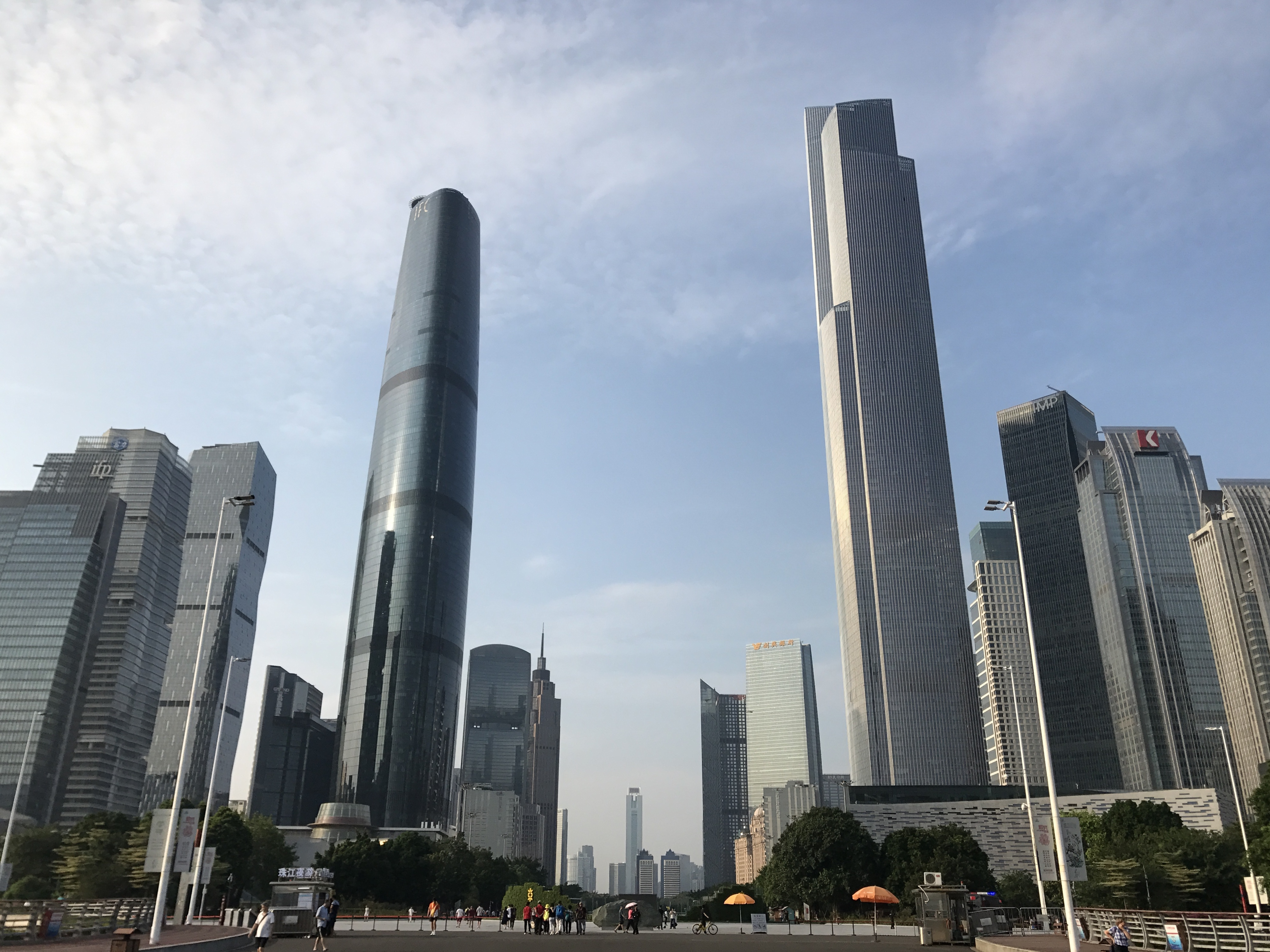
花城広場と超高層ビル群
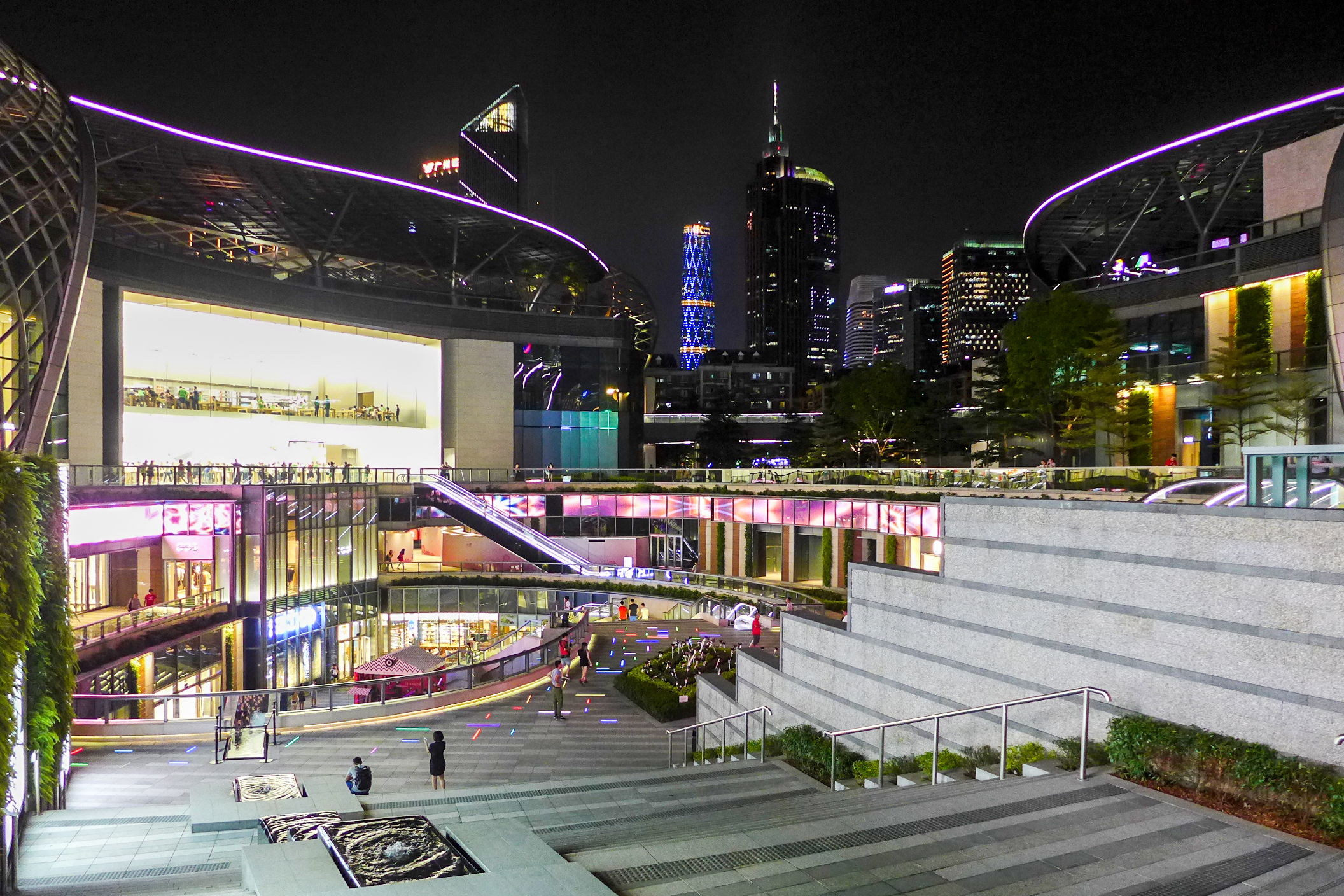
天河区の夜景